# Sistema Nacional de Salud (España)
El Sistema Nacional de Salud es el ente que engloba a las prestaciones y servicios sanitarios de España que, de acuerdo con la ley, son responsabilidad de los poderes públicos. Creado en 1908, poco a poco fue extendiendo su cobertura, previo pago de los servicios asistenciales, a toda la población española. En 1989 se completó este proceso; desde entonces la asistencia sanitaria en España es universal y sostenida a través de diferentes tipos de impuestos.
En España, conforme al principio de descentralización promulgado por la Constitución y tras la disolución del INSALUD en 2002, la competencia sanitaria está transferida a cada una de las comunidades autónomas. El Gobierno central tan solo presta este servicio directamente en Ceuta y Melilla, a través del Instituto Nacional de Gestión Sanitaria (INGESA), y realiza labores de coordinación generales y básicas entre las distintas comunidades.

## Misión
Conforme a la Constitución española y al estado de bienestar, el Sistema Nacional de Salud tiene como objetivo primordial asegurar y posibilitar en materia de sanidad:
- La financiación pública.
- La universalidad.
- La calidad y seguridad de sus prestaciones.

## Historia y marco normativo
La intervención pública en los problemas de salud de la colectividad siempre fue un asunto de interés, expresado fundamentalmente en el control de las epidemias, o al menos en la mínima capacidad de control que permitían las cuarentenas navales, el cierre de las murallas y la prohibición de las comunicaciones con las ciudades afectadas por la peste, y otro tipo de medidas que se suponían de carácter higiénico o paliativo. Tras el florecimiento de la medicina en al-Ándalus y la destacada contribución de los judíos durante la Baja Edad Media, la institucionalización del protomedicato tuvo lugar en tiempos de Carlos I. Pero el ejercicio de la profesión médica, a la que se accedía por las facultades de medicina desde la universidad medieval estuvo muy descentralizado y contó con organizaciones como los colegios médicos. La cirugía y la farmacia eran disciplinas bien diferenciadas de la medicina, y mucho menos prestigiosas, dentro del paradigma galénico-hipocrático dominante durante la mayor parte del Antiguo Régimen en España.
Los novatores de finales del siglo XVII tuvieron en la medicina uno de sus principales campos de actuación, que se limitó a iniciativas individuales y localizadas, que la Ilustración española de la segunda mitad del siglo XVIII desarrolló con más continuidad (Colegio de Cirugía de San Carlos, etc.) A comienzos del siglo XIX, la Real Expedición Filantrópica de la Vacuna (1803) constituyó el proyecto de sanidad pública más ambicioso a nivel planetario.
Ya en la Edad Contemporánea, durante el trienio liberal  discutieron el Código sanitario de 1822, que no se aprobó debido a la falta de consenso científico y técnico sobre los medios de que debía dotarse. Ya en el periodo denominado bienio progresista, la Ley de 28 de noviembre de 1855 consagra la Dirección General de Sanidad, creada muy pocos años antes, y que tendrá una prolongada continuidad organizativa. El Real Decreto de 12 de enero de 1904, que aprueba la Instrucción General de Sanidad, apenas alteró el esquema organizativo de 1855 (cambiando por épocas el nombre de la Dirección General de Sanidad por el de Inspección General de Sanidad).
El 11 de julio de 1934 se promulgó la Ley de Coordinación Sanitaria, con el objetivo fundamental de acentuar la incipiente intervención estatal en la organización de los servicios sanitarios locales; en ella se propone la creación del Ministerio de Sanidad.
Tras la guerra civil española, la Ley de Bases de 1944 perpetuó la estructura anterior:

A la Administración Pública le cumple atender aquellos problemas sanitarios que pueden afectar a la colectividad considerada como conjunto, le compete desarrollar una acción de prevención, en suma. La función asistencial, el problema de la atención a los problemas de la salud individual, quedan al margen.

La Ley de 14 de diciembre de 1942 crea el Seguro Obligatorio de Enfermedad SOE, bajo la gestión del Instituto Nacional de Previsión, sistema de cobertura de los riesgos sanitarios a través de una cuota vinculada al trabajo, reestructurado en la Ley General de la Seguridad Social de 1974. La Seguridad Social fue asumiendo cada vez un mayor número de patologías dentro de su cuadro de prestaciones, así como cubriendo a un mayor número de personas y colectivos. No obstante, un informe de la OMS en 1967 detectaba importantes carencias en el sistema
La Ley General de Sanidad (25 de abril de 1986) y la creación de Consejerías de Sanidad y de un Ministerio de Sanidad, son respuesta a las previsiones en materia de salud pública de la Constitución española de 1978  en los artículos 43 y 49 establece el derecho de todos los ciudadanos a la protección de la salud y título VIII, que prevé las competencias en materia de sanidad las comunidades autónomas.

### Ley 14/1986 General de Sanidad
La Ley General de Sanidad se formuló por dos razones, la primera de ellas por tener su origen en un mandato de la Constitución Española, ya que tanto en el artículo 43 y en el artículo 49 de texto normativo fundamental establece el derecho de todos los ciudadanos a la protección de la salud. La Ley reconoce el derecho a obtener las prestaciones del sistema sanitario a todos los ciudadanos y a los extranjeros residentes en España.
La segunda razón es de origen organizativo, ya que el título VIII de la Constitución confiere a las comunidades autónomas amplias competencias en materia de Sanidad.  Las comunidades autónomas tienen en la organización sanitaria una trascendencia de primer orden y la Ley permite poner en funcionamiento los procesos de transferencias de servicios, un dispositivo sanitario suficiente como para atender las necesidades sanitarias de la población residente en sus respectivas jurisdicciones. El artículo 149.1.16 de la Constitución, en el que la presente Ley se apoya, establece los principios y criterios substantivos que permiten conferir al nuevo sistema sanitario unas características generales y comunes que sean fundamento de los servicios sanitarios en todo el territorio del Estado.
La herramienta administrativa que propone la Ley es la configuración (no lo crea, tan solo lo configura), de un Sistema Nacional de Salud. El eje del modelo que la ley adopta es que las comunidades autónomas estén suficientemente dotadas y con la perspectiva territorial necesaria, para que los beneficios de la autonomía no queden empeñados por las necesidades de eficiencia en la gestión.

El Sistema Nacional de Salud se concibe así como el conjunto de los servicios de salud de las Comunidades Autónomas convenientemente coordinados.

Los servicios sanitarios se concentran, pues, bajo la responsabilidad de las comunidades autónomas y bajo los poderes de dirección, en lo básico, y la coordinación del Estado. La creación de los respectivos servicios de salud de las comunidades autónomas se ha ido realizando de forma paulatina según se iban realizando las transferencias en materia de Sanidad.
La Ley de Sanidad fue complementada el año 2003 por la Ley 16/2003 de cohesión y calidad del Sistema Nacional de Salud,  que manteniendo las líneas básicas de la Ley modificó y amplió el articulado para adaptarlo a la nueva realidad social y política vigente en España.

### Ley General de la Seguridad Social
El Real Decreto Legislativo 1/1994, de 20 de junio, por el que se aprueba el texto refundido de la Ley General de la Seguridad Social, en su Capítulo IV se ocupa de la acción protectora. Dentro de la misma se incluyen: 
- La asistencia sanitaria en los casos de maternidad, de enfermedad (común o profesional) y de accidentes, sean o no de trabajo.
- La recuperación profesional, cuya procedencia se aprecie en cualquiera de los casos mencionados
- Las prestaciones económicas en las situaciones de incapacidad temporal; maternidad; paternidad; riesgo durante el embarazo; riesgo durante la lactancia natural; cuidado de menores afectados por cáncer u otra enfermedad grave; invalidez, en sus modalidades contributiva y no contributiva; jubilación, en sus modalidades contributiva y no contributiva; desempleo, en sus niveles contributivo y asistencial; muerte y supervivencia; así como las que se otorguen en las contingencias y situaciones especiales que reglamentariamente se determinen.

### Ley 16/2003 de cohesión y calidad del Sistema Nacional de Salud
Esta Ley se promueve en 2003 cuando todas las comunidades autónomas han asumido paulatinamente competencias en materia de sanidad y se ha establecido un modelo estable de financiación de todas las competencias asumidas.
Transcurridos varios años desde la entrada en vigor de la Ley General de Sanidad, se han producido profundos cambios en la sociedad, tanto culturales, tecnológicos y socioeconómicos como en la manera de vivir y de enfermar. Y se plantean nuevos retos para la organización del Sistema Nacional de Salud.
Por todo ello, esta ley establece acciones de coordinación y cooperación de las Administraciones públicas sanitarias como medio para asegurar a los ciudadanos el derecho a la protección de la salud, con el objetivo común de garantizar la equidad, la calidad y la participación social en el Sistema Nacional de Salud.
La Ley define un núcleo común de actuación del Sistema Nacional de Salud y de los servicios de salud que lo integran. Sin interferir en la diversidad de fórmulas organizativas, de gestión y de prestación de servicios consustancial con un Estado descentralizado, se pretende que la atención al ciudadano por los servicios públicos sanitarios responda a unas garantías básicas y comunes.
Los ámbitos de colaboración entre las Administraciones públicas sanitarias definidas por esta ley son: las prestaciones del Sistema Nacional de Salud; la farmacia; los profesionales sanitarios; la investigación; el sistema de información sanitaria, y la calidad del sistema sanitario.
De esta forma, la ley crea o potencia órganos especializados, que se abren a la participación de las comunidades autónomas; tales como,  la Agencia de Evaluación de Tecnologías, la Agencia Española de Medicamentos y Productos Sanitarios, la Comisión de Recursos Humanos, la Comisión Asesora de Investigación en Salud, el Instituto de Salud Carlos III, el Instituto de Información Sanitaria, la Agencia de Calidad del Sistema Nacional de Salud y el Observatorio del Sistema Nacional de Salud.
El órgano básico de cohesión es el Consejo Interterritorial del Sistema Nacional de Salud de España, al que se dota de mayor agilidad en la toma de decisiones y de mecanismos para la búsqueda de consensos, así como para la vinculación entre las partes en la asunción de estas decisiones. El sistema incluye la Alta Inspección, a la que se atribuye el seguimiento de los acuerdos de aquel, entre otras funciones.

## Organismos con competencias de sanidad

### Ministerio de Sanidad

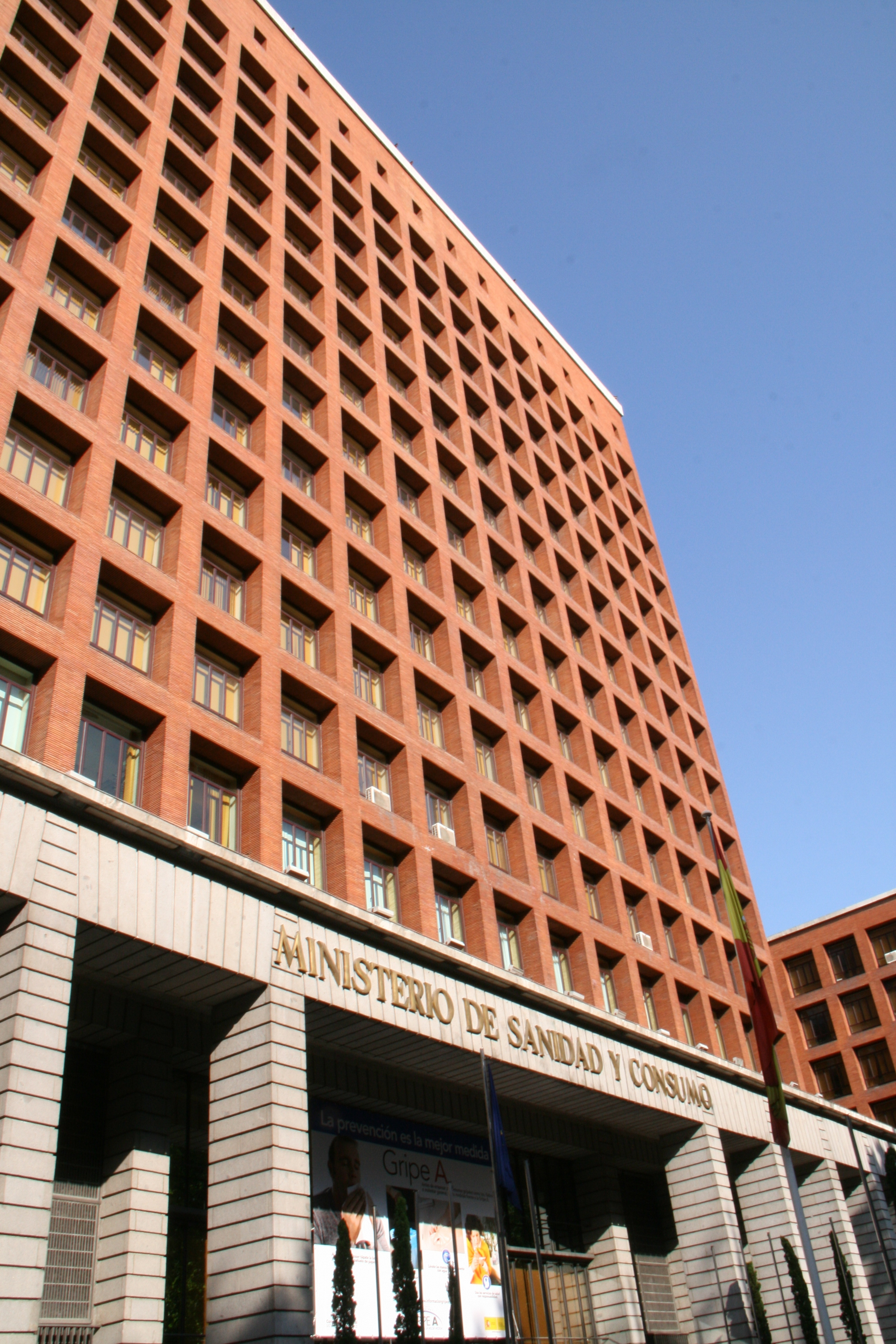
Fachada del Ministerio de Sanidad

El Ministerio de Sanidad desarrolla la política del Gobierno en materia de salud, de planificación y asistencia sanitaria y de consumo, así como el ejercicio de las competencias de la Administración General del Estado para asegurar a los ciudadanos el derecho a la protección de la salud. El ministerio tiene su sede central en el paseo del Prado de Madrid, frente al Museo del Prado.
Corresponde al Ministerio de Sanidad, la propuesta y ejecución de la política del Gobierno en materia de salud, de planificación y asistencia sanitaria, así como el ejercicio de las competencias de la Administración General del Estado para asegurar a los ciudadanos el derecho a la protección de la salud.
La organización del Ministerio de Sanidad se regula en el Real Decreto 735/2020, de 4 de agosto, por el que se desarrolla la estructura orgánica básica del Ministerio de Sanidad y se modifica el Real Decreto 139/2020, de 28 de enero, por el que se establece la estructura orgánica básica de los departamentos ministeriales. Fue modificado por el Real Decreto 852/2021, de 5 de octubre

### Consejo Interterritorial del Sistema Nacional de Salud (CISNS)

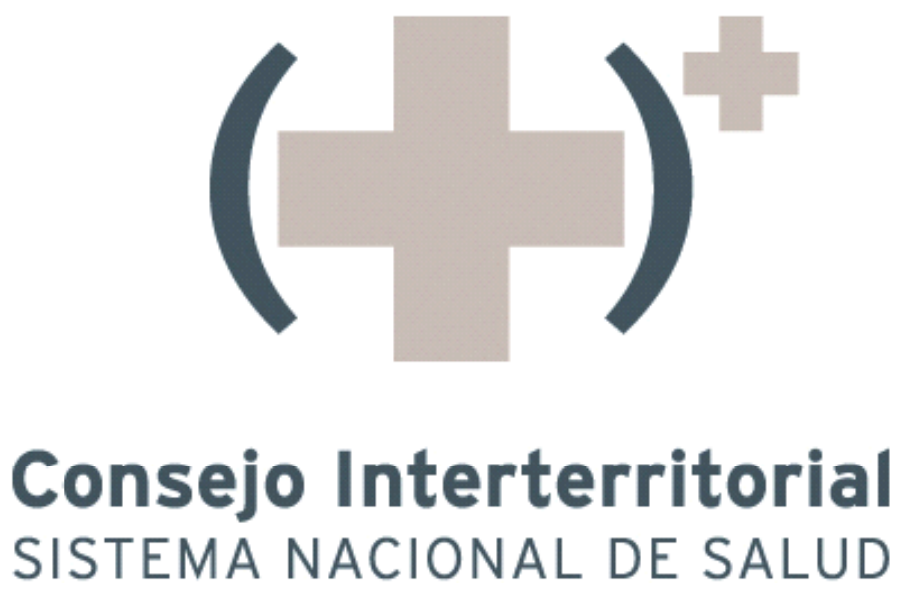
Logotipo del CISNS

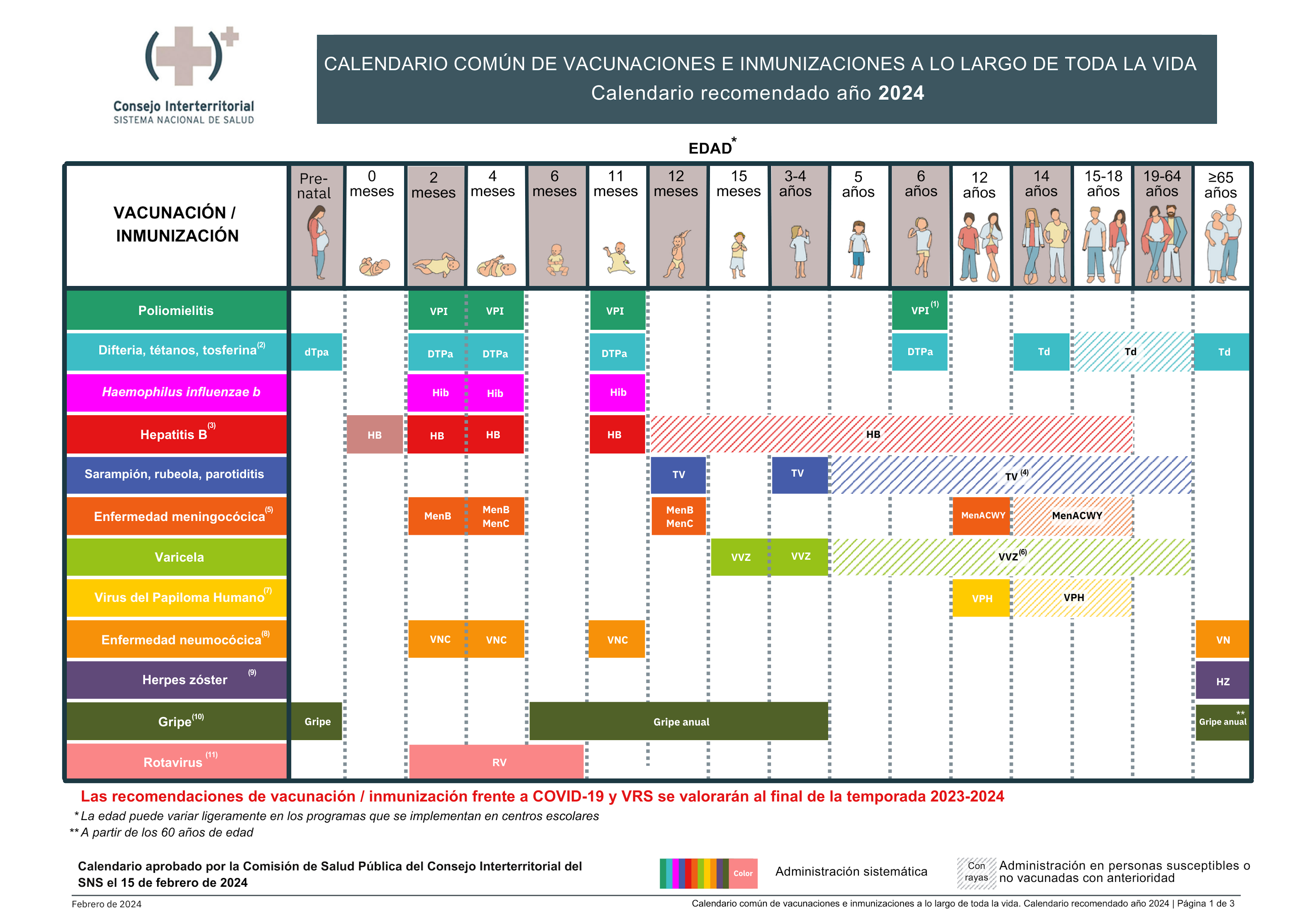
Calendario común de vacunación a lo largo de toda la vida, recomendado por el CISNS en 2024.

La Ley General de Sanidad de 1986 crea el Consejo Interterritorial del Sistema Nacional de Salud (CISNS) como órgano de coordinación general sanitaria entre el Estado y las comunidades autónomas que disponían de las transferencias sanitarias por aquellas fechas. Sería de composición paritaria, y coordinaría las líneas básicas de la política sanitaria en lo que afectase a contrataciones, adquisiciones de productos farmacéuticos, sanitarios y de otros bienes y servicios, así como los principios básicos de la política de personal.
La Ley de Cohesión y Calidad del SNS introdujo cambios muy significativos en este organismo, desde su composición, funcionamiento y competencias.
A partir de esa ley el CISNS va a funcionar en Pleno, en Comisión Delegada, Comisiones técnicas y Grupos de Trabajo. El Pleno se reunirá a iniciativa del Presidente o cuando lo soliciten la tercera parte de sus miembros y deberá hacerlo, al menos, cuatro veces al año.
Por otra parte los acuerdos del Consejo se plasmarán a través de recomendaciones que se aprobarán, en su caso, por consenso. Los acuerdos de cooperación para llevar a cabo acciones sanitarias conjuntas se formalizarán mediante convenios del CISNS.
El funcionamiento del CISNS a partir de la Ley de Cohesión está muy condicionado en lo que se refiere a la adopción y cumplimiento de acuerdos vinculantes,  por la utilización política de los Plenos y con la defensa a ultranza del interés que cada miembro defiende de la región a la que se debe.
Las Ponencias, Comisiones y Grupos de trabajo,  han sido muy importantes y de resultados desiguales según grupos. De sus iniciativas cabe destacar:
- Comisión de Salud Pública
- Comisión permanente de farmacia
- Comisión científico-técnica del sistema Nacional de Salud
- Comisión de seguimiento del fondo de cohesión sanitaria
- Comisión permanente de aseguramiento, financiación y prestaciones
- Comisión contra la violencia de género
- Comisión de trasplantes

Los artículos 69, 70 y 71 de la Ley de cohesión y calidad de SNS, regulan las funciones principales del Consejo Interterritorial del SNS. Los aspectos principales del Consejo Interterritorial son:
- El Consejo Interterritorial está constituido por el ministro de Sanidad, que ostentará su presidencia, y por los Consejeros competentes en materia de sanidad de las comunidades autónomas. La vicepresidencia de este órgano la desempeñará uno de los Consejeros competentes en materia de sanidad de las comunidades autónomas, elegido por todos los Consejeros que lo integran.

- El CISNS conocerá, debatirá entre otros aspectos, y, en su caso, emitirá recomendaciones sobre las siguientes materias:[16]
  - a) El desarrollo de la cartera de servicios correspondiente al Catálogo de Prestaciones del Sistema Nacional de Salud, así como su actualización.
  - b) El establecimiento de prestaciones sanitarias complementarias a las prestaciones básicas del Sistema Nacional de Salud por parte de las comunidades autónomas.
  - c) Las garantías mínimas de seguridad y calidad para la autorización de la apertura y puesta en funcionamiento de los centros, servicios y establecimientos sanitarios.
  - d) Los criterios generales y comunes para el desarrollo de la colaboración de las oficinas de farmacia.
  - e) Los criterios básicos y condiciones de las convocatorias de profesionales que aseguren su movilidad en todo el territorio del Estado.
  - f) La declaración de la necesidad de realizar las actuaciones coordinadas en materia de salud pública a las que se refiere esta ley.
  - g) Los criterios generales sobre financiación pública de medicamentos y productos sanitarios y sus variables.
  - h) El establecimiento de criterios y mecanismos en orden a garantizar en todo momento la suficiencia financiera del sistema.

Mapa de las comunidades autónomas de España

Las anteriores funciones se ejercerán sin menoscabo de las competencias legislativas de las Cortes Generales y, en su caso, normativas de la Administración General del Estado, así como de las competencias de desarrollo normativo, ejecutivas y organizativas de las comunidades autónomas.

### Competencias sanitarias de las comunidades autónomas
El Artículo 41 de la Ley General de Sanidad establece que:
- Las comunidades autónomas ejercerán las competencias asumidas en sus estatutos y las que el estado les transfiera o, en su caso, les delegue.
- Las decisiones y actuaciones públicas previstas en esta ley que no se hayan reservado expresamente al Estado se entenderán atribuidas a las comunidades autónomas.

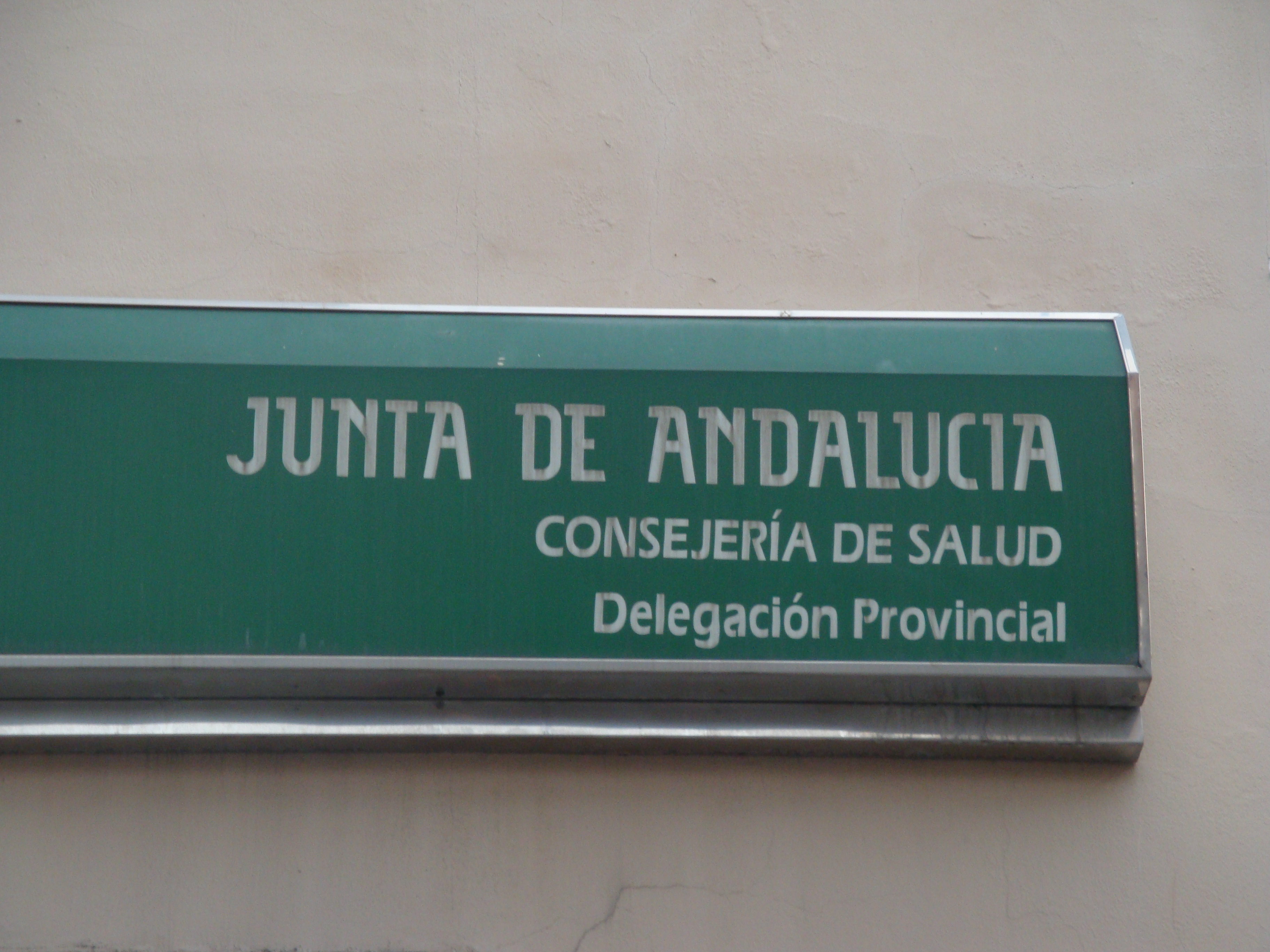
Cartel de la sede de una Delegación de Salud en Andalucía

El Estado, a través de los impuestos generales que recauda, financia la totalidad de las prestaciones sanitarias y un porcentaje de las prestaciones farmacéuticas; pero este presupuesto es repartido entre las diferentes comunidades autónomas atendiendo a varios criterios de reparto, ya que son las comunidades las responsables de la sanidad en sus respectivos territorios.
En el Consejo Interterritorial del SNS, previa deliberación, se acuerda en cada ejercicio la cartera de servicios correspondiente al catálogo de prestaciones que cubre el Sistema Nacional de Salud y que se publican mediante un Real Decreto del Ministerio de Sanidad.
Las comunidades autónomas, en el ámbito de sus competencias, podrán aprobar sus respectivas carteras de servicios, que incluirán cuando menos la cartera de servicios del Sistema Nacional de Salud.

### Competencias sanitarias de las corporaciones locales

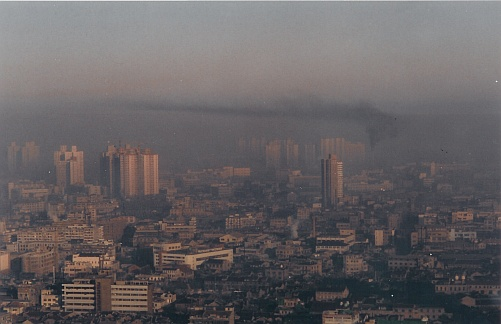
Contaminación atmosférica en una ciudad china. Shanghái.

El artículo 42 de la Ley General de Sanidad dispone que, los Ayuntamientos, sin perjuicio de las competencias de las demás Administraciones Públicas, tendrán las siguientes responsabilidades mínimas en asuntos relacionados con la Sanidad.
- a) Control sanitario del medio ambiente: Contaminación atmosférica, abastecimiento de aguas, saneamiento de aguas residuales, residuos urbanos e industriales.
- b) Control sanitario de industrias, actividades y servicios, transportes, ruidos y vibraciones.
- c) Control sanitario de edificios y lugares de vivienda y convivencia humana, especialmente de los centros de alimentación, peluquerías, saunas y centros de higiene personal, hoteles y centros residenciales, escuelas, campamentos turísticos y áreas de actividad físico deportivas y de recreo.
- d) Control sanitario de la distribución y suministro de alimentos perecederos, bebidas y demás productos, directa o indirectamente relacionados con el uso o consumo humanos, así como los medios de su transporte.
- e) Control sanitario de los cementerios y policía sanitaria mortuoria.

## Organización territorial
Como consecuencia de la descentralización contemplada en la Constitución Española, cada comunidad autónoma ha recibido las transferencias adecuadas para irse dotando de un Servicio de Salud, que es la estructura administrativa y de gestión que integra todos los centros, servicios y establecimientos de la propia Comunidad, Diputaciones, Ayuntamientos y cualesquiera otras Administraciones territoriales intracomunitarias. El conjunto de los servicios de salud de todas las comunidades autónomas recibe el nombre genérico de "Servicio Público de Salud" para distinguirlo del Instituto Nacional de la Seguridad Social. 
En el marco de esta descentralización, La Ley 16/ 2003, de 28 de mayo, de cohesión y calidad del Sistema Nacional de Salud contempla el Consejo Interterritorial como órgano de coordinación y cooperación dentro del Sistema Nacional de Salud.
En las ciudades autónomas de Ceuta y Melilla los servicios correspondientes de atención sanitaria los presta el Instituto Nacional de Gestión Sanitaria (INGESA).
| Comunidad autónoma   | RD constitutivo del servicio de salud autonómico | Denominación                                         | Logotipo     | Población atendida (2021) |
| -------------------- | ------------------------------------------------ | ---------------------------------------------------- | ------------ | ------------------------- |
| Cataluña             | 1517/1981 de 8 de julio                          | Servei Català de la Salut (CatSalut)                 |              | 7.763.362 hab             |
| Andalucía            | 400/1984, de 22 de febrero                       | Servicio Andaluz de Salud (SAS)                      |              | 8.472.407 hab             |
| País Vasco           | 1536/1987, de 6 de noviembre                     | Osakidetza - Servicio Vasco de Salud                 |              | 2.213.993 hab.            |
| Comunidad Valenciana | 1612/1987, de 27 de noviembre                    | Conselleria de Sanitat/Sanidad                       |              | 5.058.138 hab             |
| Galicia              | 1679/1990, de 28 de diciembre                    | Servizo Galego de Saúde (SERGAS)                     |              | 2.695.645 hab             |
| Navarra              | 1680/1990, de 28 de diciembre                    | Servicio Navarro de Salud-Osasunbidea                |              | 661.537 hab               |
| Canarias             | 446/1994, de 11 de marzo                         | Servicio Canario de la Salud (SCS)                   |              | 2.172.944 hab             |
| Asturias             | 1471/2001, de 27 de diciembre                    | Servicio de Salud del Principado de Asturias (SESPA) |              | 1.011.792 hab             |
| Cantabria            | 1472/2001                                        | Servicio Cántabro de Salud (SCS)                     |              | 584.507 hab               |
| La Rioja             | 1473/2001, de 27 de diciembre                    | Servicio Riojano de Salud (SERIS)                    |              | 319.796 hab               |
| Región de Murcia     | 1474/2001, de 27 de diciembre                    | Servicio Murciano de Salud (SMS)                     |              | 1.493.898 hab             |
| Aragón               | 1475/2001, de 27 de diciembre                    | Servicio Aragonés de Salud (Salud)                   |              | 1.518.486 hab             |
| Castilla-La Mancha   | 1476/2001, de 27 de diciembre                    | Servicio de Salud de Castilla-La Mancha (SESCAM)     |              | 2.049.562 hab             |
| Extremadura          | 1477/2001, de 27 de diciembre                    | Servicio Extremeño de Salud (SES)                    |              | 1.059.501 hab             |
| Islas Baleares       | 1478/2001, de 27 de diciembre                    | Servicio de Salud de las Islas Baleares (IB-SALUD)   | Ib-salut Web | 1.173.008 hab             |
| Comunidad de Madrid  | 1479/2001, de 27 de diciembre                    | Servicio Madrileño de Salud (SERMAS)                 |              | 6.751.251 hab.            |
| Castilla y León      | 1480/2001, de 27 de diciembre                    | Sanidad Castilla y León (SACYL)                      |              | 2.338.139 hab             |

## Cobertura de la sanidad española

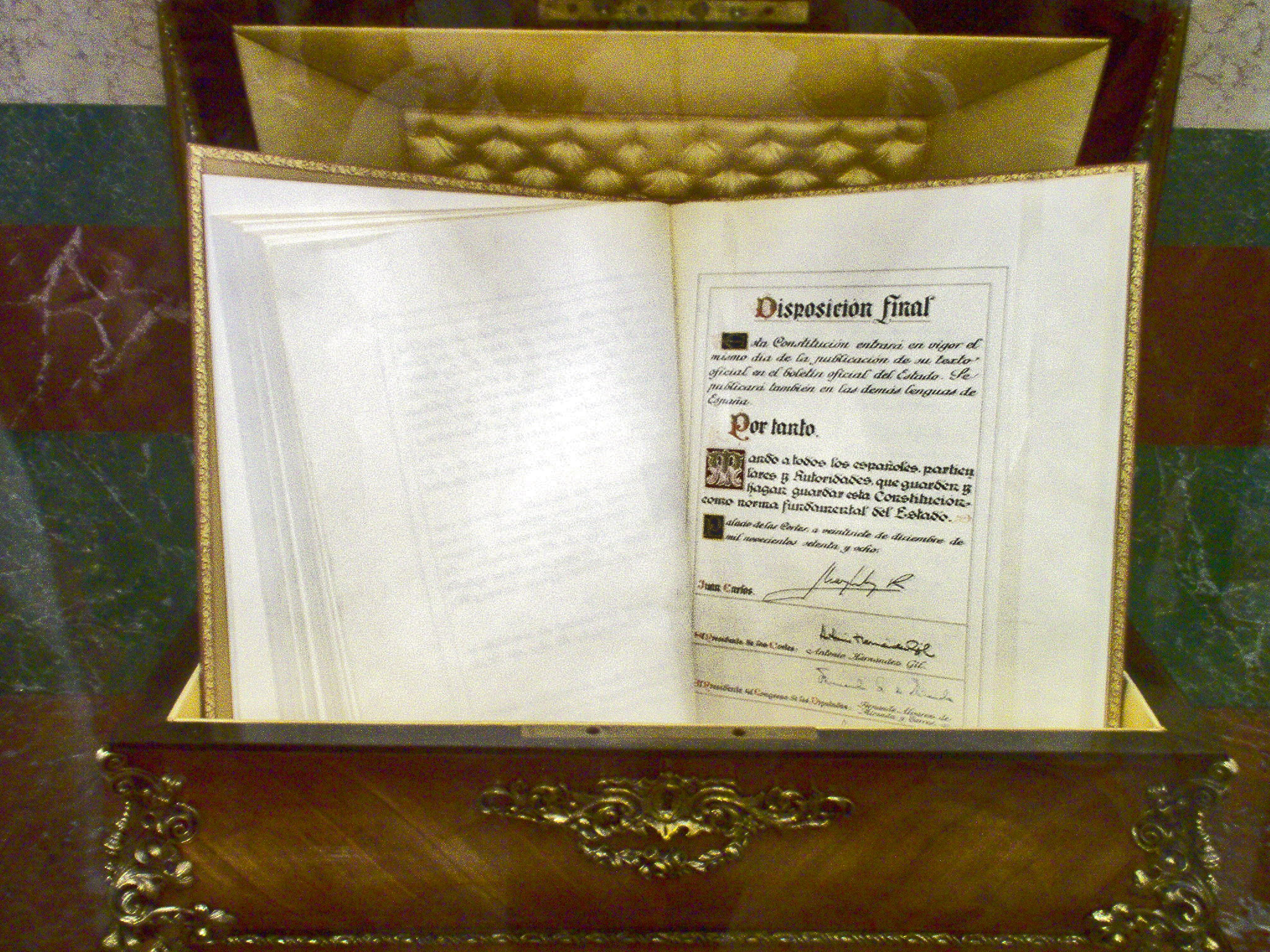
Ejemplar de la Constitución conservado en el Congreso de los Diputados.

Los beneficiarios de la prestación pública sanitaria son todos los españoles de acuerdo con lo establecido en el  Capítulo III de la Constitución Española aprobada en 1978. Concretamente establece que:
- Artículo 41: Los poderes públicos mantendrán un régimen público de Seguridad Social para todos los ciudadanos, que garantice la asistencia y prestaciones sociales suficientes ante situaciones de necesidad, especialmente en caso de desempleo. La asistencia y prestaciones complementarias serán libres.
- Artículo 43:  Se reconoce el derecho a la protección de la salud.  Compete a los poderes públicos organizar y tutelar la salud pública a través de medidas preventivas y de las prestaciones y servicios necesarios. La Ley establecerá los derechos y deberes de todos al respecto. Los poderes públicos fomentarán la educación sanitaria, la educación física y el deporte.
- Artículo 49.  Los poderes públicos realizarán una política de previsión, tratamiento, rehabilitación e integración de los disminuidos físicos, sensoriales y psíquicos.

Por otra parte la Ley Orgánica 4/2000 establece los derechos y libertades de los extranjeros residentes en España, y en lo que afecta a Sanidad se refleja en los siguientes artículos:
- Artículo 3. Los extranjeros gozarán en España, en igualdad de condiciones que los españoles, de los derechos y libertades reconocidos en el Título I de la Constitución y en sus leyes de desarrollo, en los términos establecidos en esta Ley Orgánica.
- Artículo 10. Los extranjeros tendrán derecho a ejercer una actividad remunerada por cuenta propia o ajena, así como al acceso al Sistema de la Seguridad Social, en los términos previstos en esta Ley Orgánica y en las disposiciones que la desarrollen.
- Artículo 12. Los extranjeros que se encuentren en España inscritos en el padrón del municipio en el que residan habitualmente, tienen derecho a la asistencia sanitaria en las mismas condiciones que los españoles. Los extranjeros que se encuentren en España tienen derecho a la asistencia sanitaria pública de urgencia ante la contracción de enfermedades graves o accidentes, cualquiera que sea su causa, y a la continuidad de dicha atención hasta la situación de alta médica. Los extranjeros menores de dieciocho años que se encuentren en España tienen derecho a la asistencia sanitaria en las mismas condiciones que los españoles. Las extranjeras embarazadas que se encuentren en España tendrán derecho a la asistencia sanitaria durante el embarazo, parto y postparto.

El desarrollo de la cobertura sanitaria prevista en la Constitución Española de 1978 se produce a partir de la Ley General de Sanidad de 1986, que en su artículo 3 establece que la asistencia sanitaria se extienda a toda la población española, y el Decreto de Universalización de 1989 que dio cabida en el Sistema Nacional de Salud a las personas sin recursos económicos y que carecían de cualquier tipo de cobertura. Esto hizo que el derecho sanitario en España avanzase desde el 77% en 1977 hasta el 99,6% en 1995, sobre el conjunto de la población española.

## Financiación de la Sanidad Pública
El artículo 10 de la Ley de cohesión y calidad del Sistema Nacional de Salud, establece que la financiación de la Sanidad Pública en España es responsabilidad de las comunidades autónomas de conformidad con los acuerdos de transferencias y el actual sistema de financiación autonómica, sin perjuicio de la existencia de un tercero obligado al pago. La suficiencia para la financiación de las prestaciones viene determinada por los recursos asignados a las comunidades autónomas conforme a lo establecido en las leyes de financiación autonómica.
La financiación de la asistencia sanitaria derivada de contingencias profesionales es mediante las primas de accidente de trabajo y enfermedades profesionales. La presta el servicio público de salud con cargo a la entidad gestora (INSS o ISM) o la mutua o empresa colaboradora (en este caso de manera directa) con quien la empresa o el trabajador, en el caso de trabajadores por cuenta propia que opten por la cobertura de los riesgos profesionales, hayan concertado la cobertura de las contingencias profesionales.
La inclusión de una nueva prestación en el catálogo de prestaciones del Sistema Nacional de Salud se acompañará de una memoria económica que contenga la valoración del impacto positivo o negativo que pueda suponer. Dicha memoria se elevará al Consejo de Política Fiscal y Financiera para su análisis y aprobación si procede.

## Organización funcional

### Tarjeta sanitaria individual

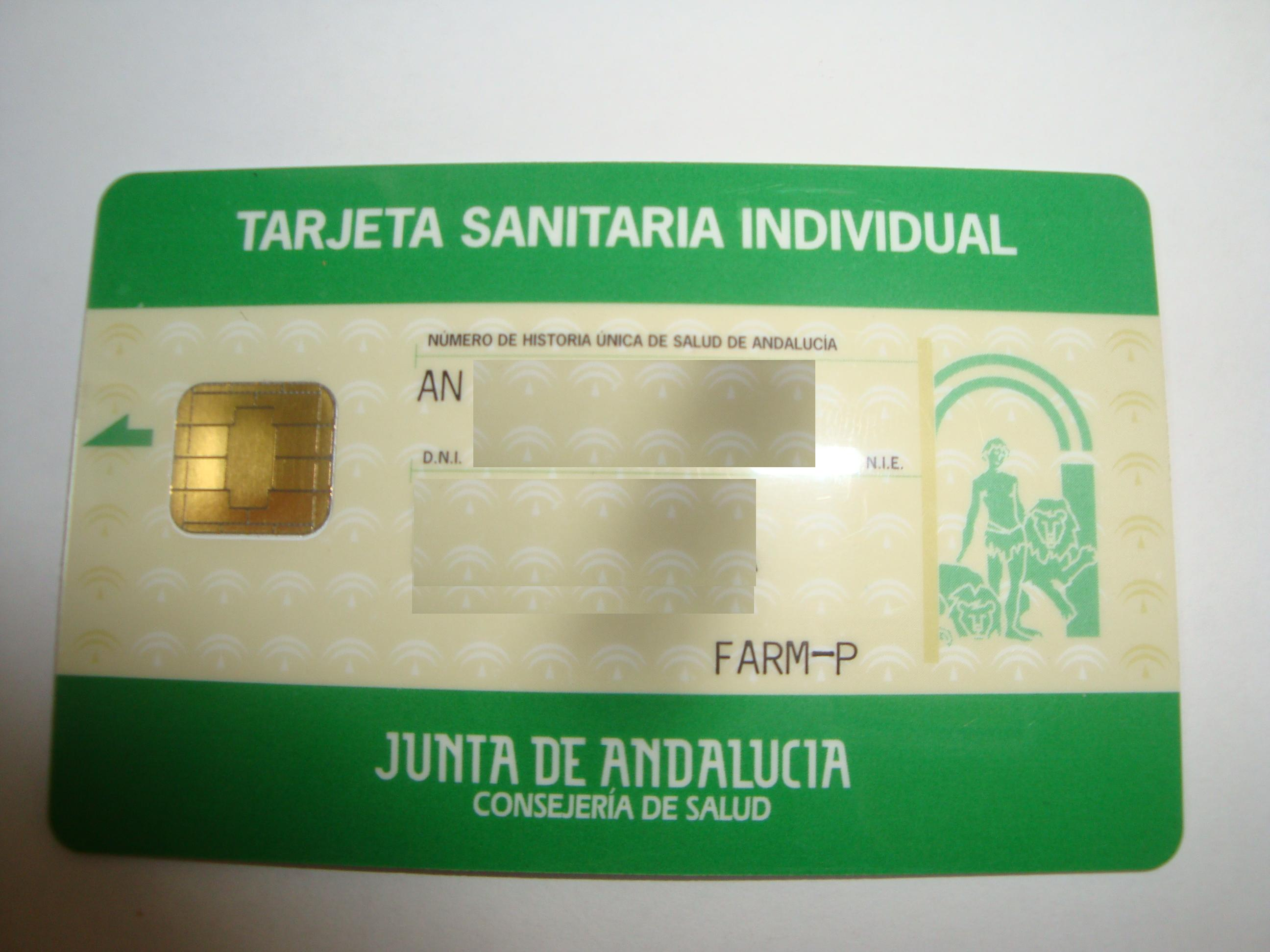
Tarjeta sanitaria vigente en Andalucía.

El artículo 57 de la Ley de cohesión y calidad del SNS establece que el acceso de los ciudadanos a las prestaciones de la atención sanitaria se facilitará a través de la tarjeta sanitaria individual, como documento administrativo que acredita determinados datos de su titular.
Las tarjetas incluyen, de manera normalizada, los datos básicos de identificación del titular de la tarjeta, del derecho que le asiste en relación con la prestación farmacéutica y del servicio de salud o entidad responsable de la asistencia sanitaria.
Los dispositivos digitales que las tarjetas incorporan para almacenar la información básica y las aplicaciones que la traten deberán permitir que la lectura y comprobación de los datos sea técnicamente posible en todo el territorio del Estado y para todas las administraciones públicas. La tarjeta sanitaria individual deberá posibilitar el acceso a aquella de los profesionales debidamente autorizados, con la finalidad de colaborar a la mejora de la calidad y continuidad asistenciales.

### Historia clínica
La historia clínica o expediente clínico es un documento médico legal, el cual surge en el contacto entre el equipo de salud y los usuarios. La historia clínica es el único documento válido desde el punto de vista clínico y legal. En Atención Primaria, donde toma importancia los métodos de la promoción de la salud, la historia clínica se conoce como historia de salud o historia de vida.
Historia Clínica Digital del Sistema Nacional de Salud
La Historia Clínica Digital del Sistema Nacional de Salud (HCDSNS) tiene como finalidad garantizar a los ciudadanos y a los profesionales sanitarios el acceso a aquella información clínica relevante para la atención sanitaria de un paciente desde cualquier lugar autorizado, asegurando a los ciudadanos que la consulta de sus datos será confidencial y restringida.

### Áreas de salud
Se denomina Área de Salud aquella circunscripción administrativa que agrupa un conjunto de centros sanitarios y de profesionales de atención primaria bajo su dependencia organizativa y funcional.
Dicho concepto corresponde a una estructura de gestión tanto si se trata de una Gerencia específica de atención primaria de área, o de una Gerencia o Dirección única para primaria y especializada.
En algunas comunidades autónomas el área de salud recibe otras denominaciones tales como Dirección de sector, comarca, distrito, departamento, o cualquier otra establecida por las comunidades desde el punto de vista de nomenclatura utilizada para su división administrativa territorial.

### Zonas Básicas de salud

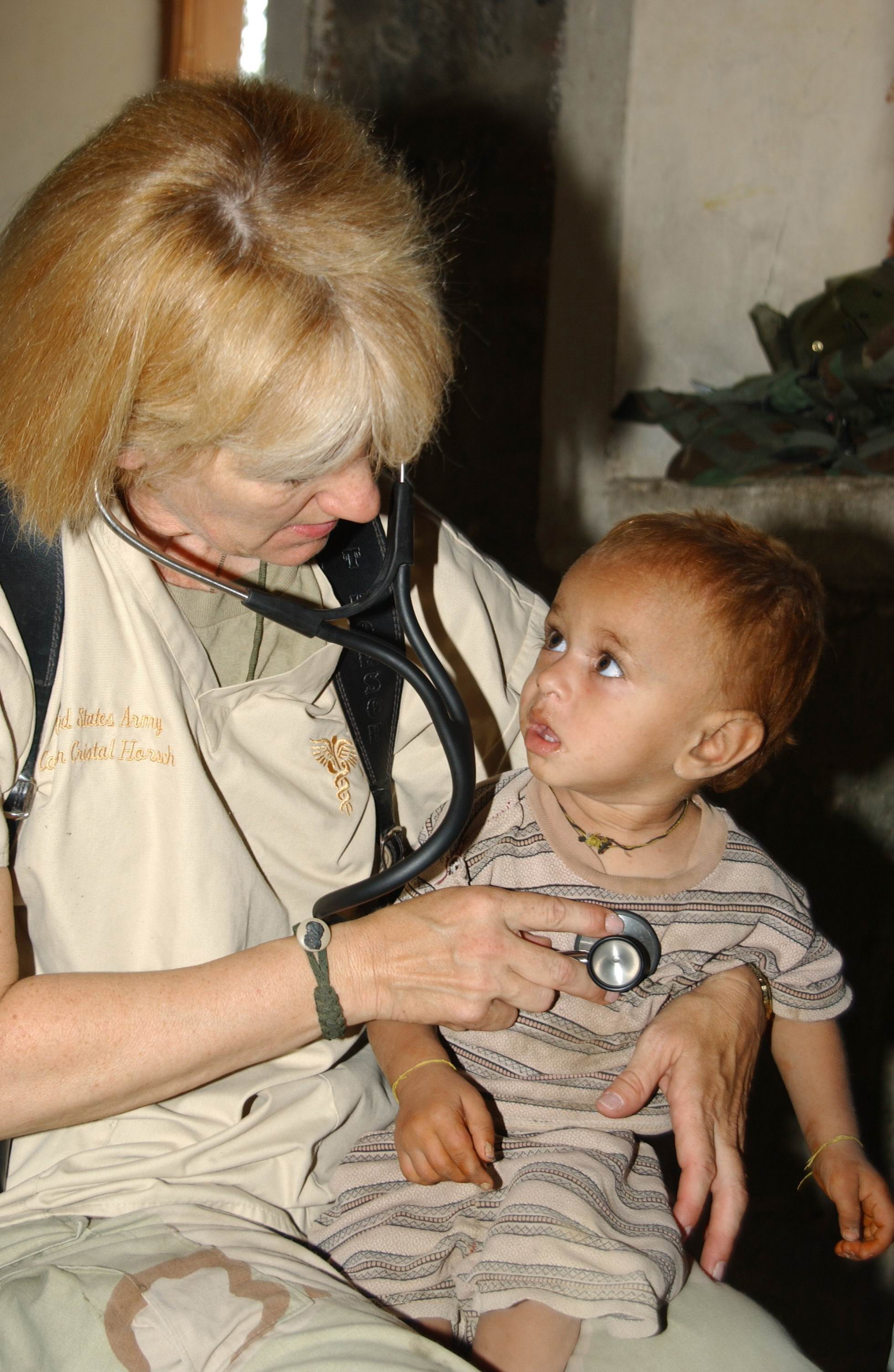
Auscultación cardiaca, protocolo de reconocimiento inicial de los enfermos en las consultas de atención primaria

Se denomina, de manera bastante homogénea en casi todas las comunidades autónomas, Zona de Salud, o Zona Básica de Salud a la delimitación geográfica que sirve de referencia para la actuación del equipo sanitario de atención primaria, donde desarrollan las actividades sanitarias los centros de salud. Cada zona dispone de un hospital general como referente para la atención especializada y de un centro de especialidades. En Andalucía, por ejemplo, cada zona básica de salud existente atiende a una población entre 5000 y 20 000 habitantes de acuerdo con el mapa sanitario de Andalucía.

### Atención Primaria
El artículo 12 de la Ley de cohesión y calidad del SNS establece que la atención primaria es el nivel básico e inicial de atención al paciente, que garantiza la globalidad y continuidad de la atención a lo largo de toda la vida del paciente, actuando como gestor y coordinador de casos y regulador de flujos. Comprenderá actividades de promoción de la salud, educación sanitaria, prevención de la enfermedad, asistencia sanitaria, mantenimiento y recuperación de la salud, así como la rehabilitación física y el trabajo social. La asistencia sanitaria se presta a demanda ya sea, programada o urgente y tanto en la consulta como en el domicilio del enfermo.

### Atención especializada

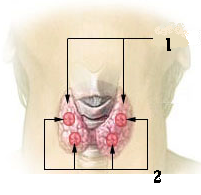
Ilustración de la glándula tiroides (1) y paratiroides en la cara anterior del cuello. Actividad relacionada con la Endocrinología

El artículo 13 de la Ley de cohesión y calidad del SNS, regula las características de la atención especializada que se presta en España y que es un nivel de asistencia que se presta a los pacientes superior a la atención primaria, realizada por médicos especialistas  y se presta a petición de los facultativos de atención primaria; se realiza en los hospitales en régimen de internamiento, en las consultas externas de centros de especialidades y en los hospitales de día; comprende las actividades asistenciales, diagnósticas, terapéuticas y de rehabilitación y cuidados, así como aquellas de promoción de la salud, educación sanitaria y prevención de la enfermedad, cuya naturaleza aconseja que se realicen en este nivel. La atención especializada garantizará la continuidad de la atención integral al paciente, una vez superadas las posibilidades de la atención primaria y hasta que aquel pueda reintegrarse en dicho nivel. Preferentemente La atención especializada se prestará, siempre que las condiciones del paciente lo permitan, en consultas externas y en hospital de día. En España hay reconocidas en 2010, cincuenta especialidades médicas.

### Atención Sociosanitaria
El artículo 14 de la Ley de cohesión y calidad del SNS establece que la atención sociosanitaria comprende el conjunto de cuidados destinados a aquellos enfermos, generalmente crónicos, que por sus especiales características pueden beneficiarse de la actuación simultánea y sinérgica de los servicios sanitarios y sociales para aumentar su autonomía, paliar sus limitaciones o sufrimientos y facilitar su reinserción social. Pertenecen a este grupo la prestación que se presta a los siguientes procesos:
- a) Los cuidados sanitarios de larga duración.
- b) La atención sanitaria a la convalecencia.
- c) La rehabilitación en pacientes con déficit funcional recuperable.

## Profesionales sanitarios colegiados
En 2023 de acuerdo con los datos del INE de Profesionales sanitarios colegiados, existían 937.370 personas tituladas que se encuentran inscritas en algún colegio profesional relacionado con la actividad sanitaria. El colectivo más numeroso corresponde a los profesionales de enfermería. En casi todas las profesiones sanitarias se observa una importante feminización de la profesión. La siguiente tabla muestra la distribución por profesiones de los colegiados. 
| Tipo de colegiado        | Total   | Hombres | Mujeres |
| Enfermeros               | 345.969 | 54.606  | 291.363 |
| Médicos                  | 301.684 | 138.935 | 162.749 |
| Farmacéuticos            | 80.293  | 22.483  | 57.810  |
| Fisioterapeutas          | 68.838  | 26.669  | 42.169  |
| Odontólogos (Dentistas)  | 42.075  | 17.333  | 24.742  |
| Veterinarios             | 36.989  | 17.149  | 19.840  |
| Psicólogos               | 40.417  | 7.432   | 32.985  |
| Ópticos-Optometristas    | 19.469  | 6.146   | 13.323  |
| Logopedas                | 12.017  | 838     | 11.179  |
| Podólogos                | 10.247  | 3.845   | 6.402   |
| Protésicos Dentales      | 7.430   | 5.093   | 2.337   |
| Terapeutas Ocupacionales | 8.450   | 842     | 7.608   |
| Biólogos                 | 653     | 244     | 409     |
| Químicos                 | 367     | 160     | 207     |
| Físicos                  | 345     | 234     | 111     |
| Total                    | 937.370 | 302.009 | 635.361 |

Según el INE, con datos facilitados por los Colegios Oficiales de Médicos, las cifras de colegiados desde 1952, por año y sexo, se representan en el siguiente gráfico:
Según el INE, con datos facilitados por el Consejo General de los Colegios Oficiales de Farmacéuticos, las cifras de colegiados desde 1952, por año y sexo, se representan en el siguiente gráfico:

## Establecimientos sanitarios

### Centro sanitario
El Real Decreto 1277/2003, de 10 de octubre, por el que se establecen las bases generales sobre autorización de centros, servicios y establecimientos sanitarios define como Centro sanitario al conjunto organizado de medios técnicos e instalaciones en el que profesionales capacitados, por su titulación oficial o habilitación profesional, realizan básicamente actividades sanitarias con el fin de mejorar la salud de las personas. Estos establecimientos pueden estar integrados por uno o varios servicios sanitarios, que constituyen su oferta asistencial.

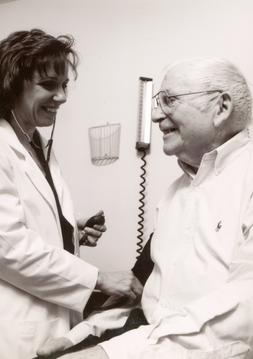
Paciente atendido en un consultorio.

### Consultorio
Se denominan Consultorios a los centros sanitarios que, sin tener la consideración de Centros de salud, proporcionan atención sanitaria no especializada en el ámbito de la atención primaria de salud. Se incluyen bajo esta denominación, a los consultorios rurales, consultorios locales, consultorios periféricos, o cualquier otra denominación que haga referencia a centros asistenciales o relacionados funcionalmente con un centro de salud.
Según el Catálogo Nacional de Hospitales 2008, en todo el Estado existían en 2007, un total de 10 178 consultorios locales a los cuales se desplazan los profesionales del centro de salud de la zona, con el fin de acercar los servicios básicos a la población que reside en núcleos dispersos en el
medio rural que presenta un elevado índice de envejecimiento.

### Centro de salud

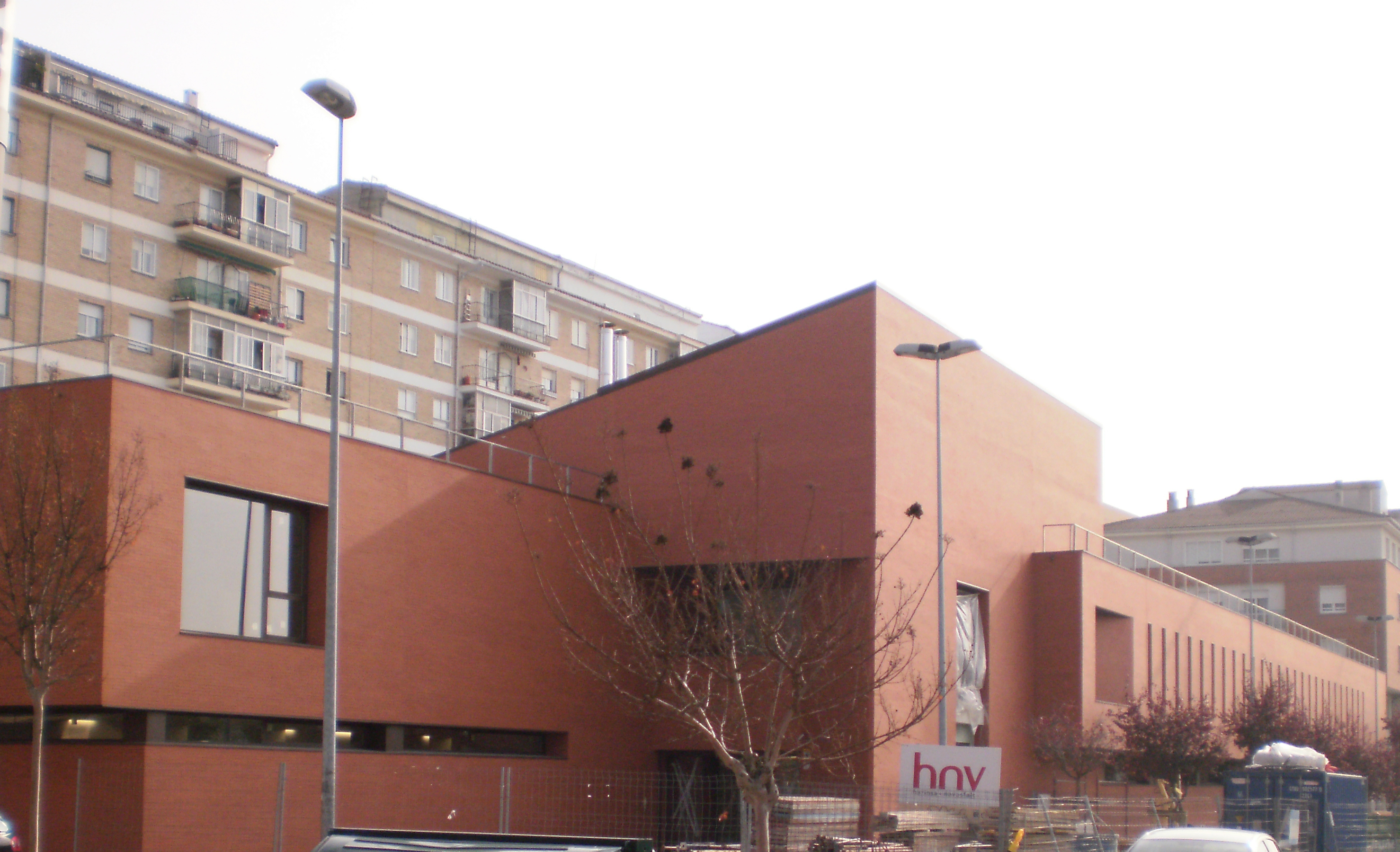
Centro de salud de Ansoáin (Navarra)

El centro de salud vigente en España es la estructura física que posibilita el desarrollo de una atención primaria de salud coordinada globalmente, integral, permanente y continuada. Es la base de trabajo de los profesionales sanitarios y no sanitarios, donde desarrollan sus actividades y funciones los equipos de atención primaria.
En los centros de salud se aplica la Atención Primaria de Salud. Es la unidad asistencial en la que los médicos de familia y los pediatras prestan servicios de prevención y promoción de la salud, diagnóstico o tratamiento básicos en régimen ambulatorio, con la participación de enfermeros y profesionales no sanitarios. Según el Catálogo Nacional de Hospitales 2008, en toda España existían en 2007, un total de 2.913 centros de salud.

### Centros especializados
Son aquellos centros sanitarios donde diferentes profesionales sanitarios ejercen sus respectivas actividades sanitarias atendiendo a pacientes con unas determinadas patologías o de un determinado grupo de edad o con características comunes. En este grupo pueden considerarse:
- Clínicas dentales:  en las que se realizan actividades sanitarias en el ámbito de la salud bucodental.
- Centros de reproducción humana asistida: donde equipos biomédicos realizan técnicas de reproducción asistida o sus derivaciones.
- Centros de interrupción voluntaria del embarazo:  donde se lleva a cabo la práctica del aborto en los supuestos legalmente permitidos.

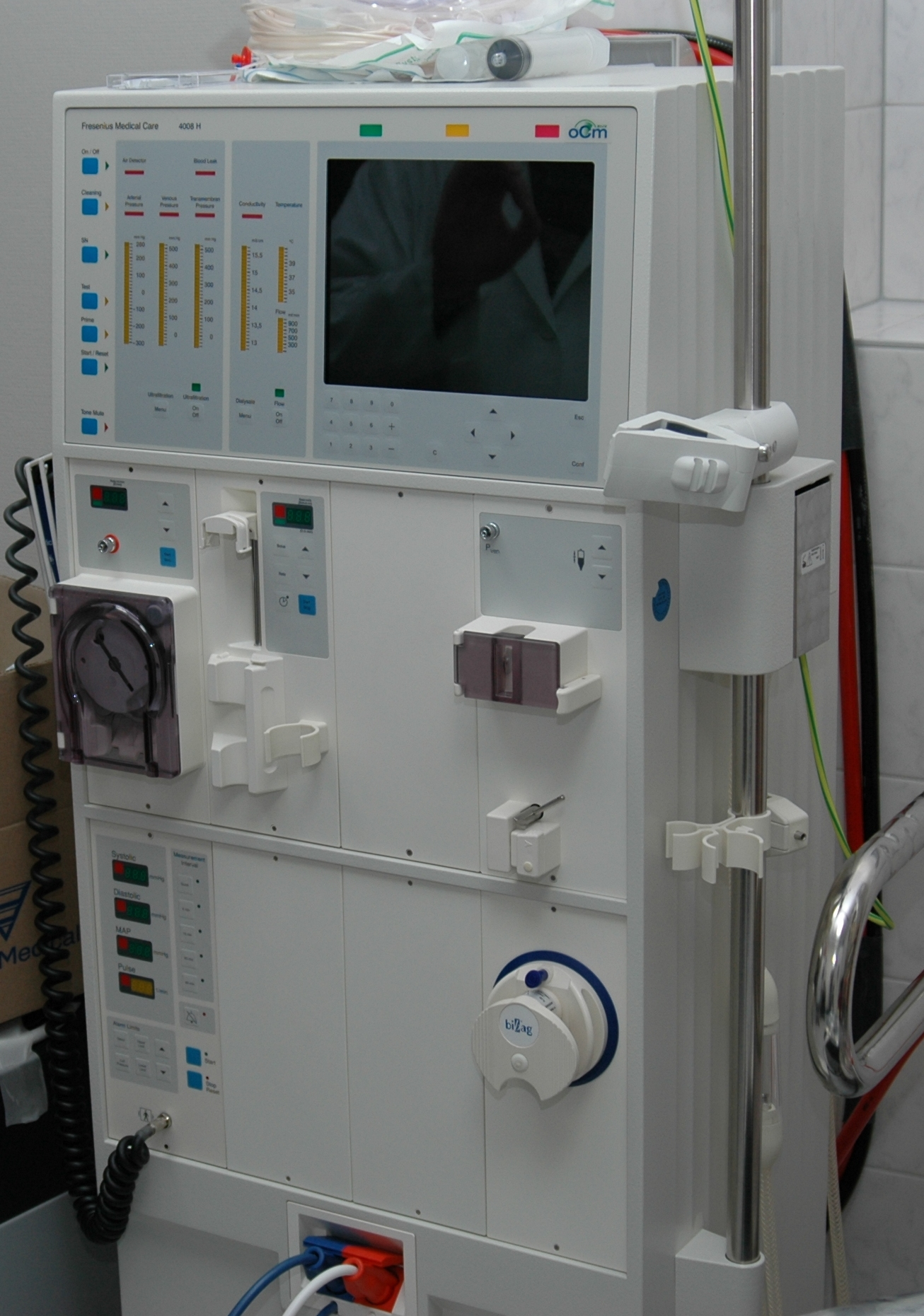
Máquina de hemodiálisis

- Centros de cirugía mayor ambulatoria: dedicados a la atención de procesos subsidiarios de cirugía realizada con anestesia general, local, regional o sedación, que requieren cuidados postoperatorios de corta duración, por lo que no necesitan ingreso hospitalario.
- Centros de diálisis: donde se realiza tratamiento con diálisis a pacientes afectados de patología renal.
- Centros de diagnóstico: dedicados a prestar servicios diagnósticos, analíticos o por imagen.
- Centros móviles de asistencia sanitaria:  que trasladan medios personales y técnicos con la finalidad de realizar actividades sanitarias.
- Centros de transfusión: en los que se efectúan cualquiera de las actividades relacionadas con la extracción y verificación de la sangre humana o sus componentes, y de su tratamiento, almacenamiento y distribución.
- Bancos de tejidos:  encargados de conservar y garantizar la calidad de los tejidos, después de su obtención y hasta su utilización como aloinjertos o autoinjertos.
- Centros de reconocimiento médico:  donde se efectúan las revisiones médicas e informes de aptitud a los aspirantes o titulares de permisos o licencias.
- Centros de salud mental: en los que se realiza el diagnóstico y tratamiento en régimen ambulatorio de las enfermedades mentales.

### Establecimientos especializados sanitarios

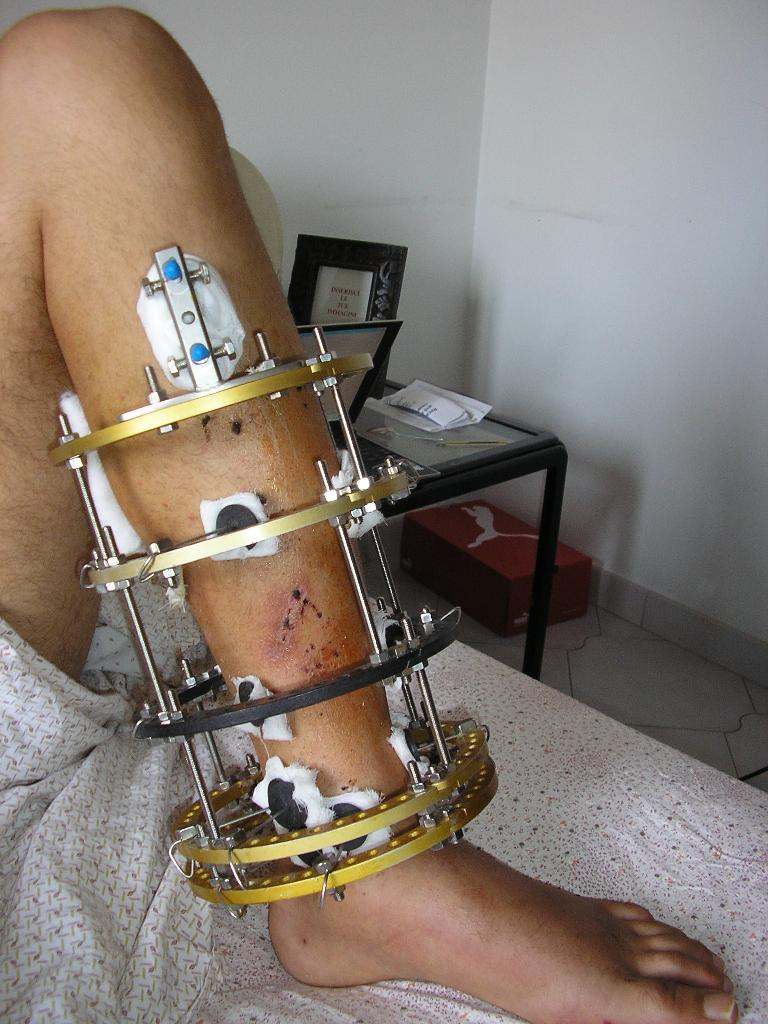
Complejo mecanismo ortopédico

Se denominan establecimientos especializados sanitarios aquellos centros privados donde se suministran a los pacientes toda una serie de productos para la mejora de su salud desde medicamentos hasta prótesis muy sofisticadas. Estos establecimientos están agrupados por especialidades y al frente de los mismos tiene que haber personal técnico debidamente acreditado o diplomado. Entre estos establecimientos cabe destacar los siguientes:
- Oficinas de farmacia: establecimientos sanitarios privados de interés público, sujetos a la planificación sanitaria que establezcan las comunidades autónomas, en las que se debe prestar a la población los servicios básicos recogidos en el artículo 1 de la Ley 16/1997, de 25 de abril, de regulación de los servicios de las oficinas de farmacia.
- Botiquines: lugares autorizados para la tenencia, conservación y dispensación de medicamentos y productos sanitarios, por la existencia de dificultades especiales de accesibilidad a una oficina de farmacia.
- Ópticas: donde se realizan actividades de evaluación de las capacidades visuales mediante técnicas optométricas; tallado, venta, verificación y control de los medios adecuados para la prevención, detección, protección, mejora de la agudeza visual.
- Ortopedias: donde, se lleva a cabo la dispensación de productos sanitarios de ortopedia como prótesis u ortesis, así como ayudas técnicas destinadas a paliar la pérdida de autonomía o funcionalidad o capacidad física de los usuarios.
- Centros de audioprótesis: donde, se lleva a cabo la dispensación, con adaptación individualizada al paciente, de productos sanitarios dirigidos a la corrección de deficiencias auditivas.

### Hospitales

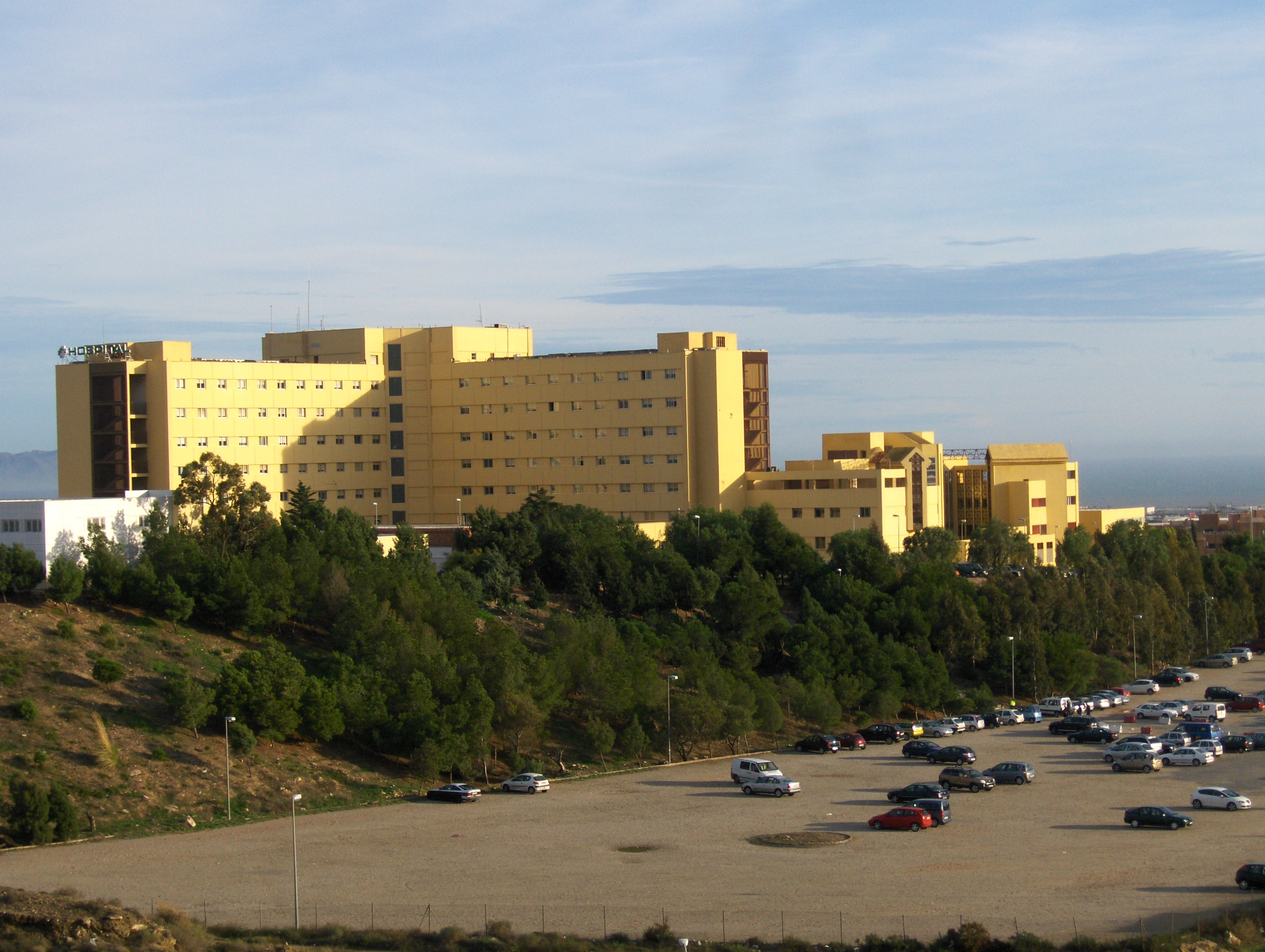
Hospital General Torrecárdenas. Almería

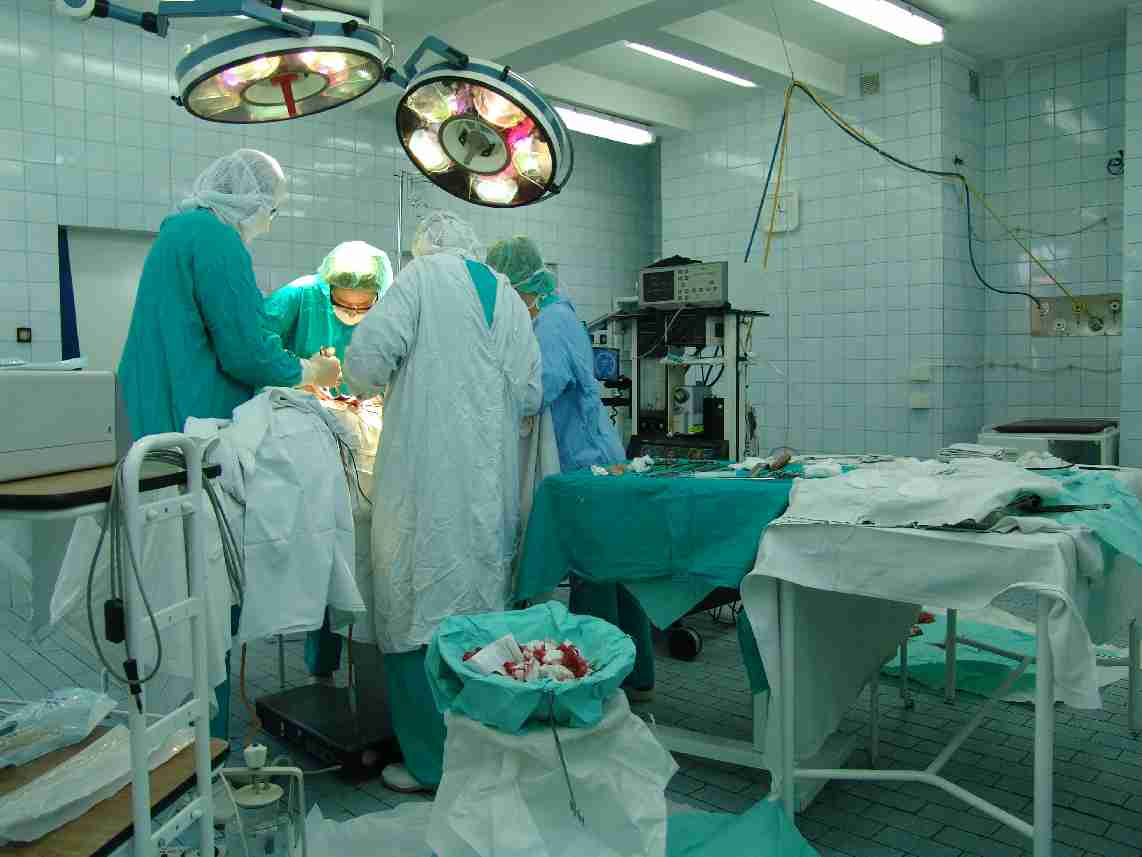
Quirófano, instalación clave de los hospitales

Un hospital es el establecimiento sanitario que se utiliza tanto para el internamiento clínico de un paciente como de la asistencia especializada y complementaria que requiera dentro de su zona de influencia. Un hospital puede estar constituido por un único centro hospitalario o por dos o más que se organizan e integran en el complejo hospitalario, incluso que estén distantes entre sí y lo integren además uno o varios centros de especialidades.
Un concepto parecido de hospital es el de clínica que en España se denominan así a los centros sanitarios, generalmente de naturaleza privada, en la que los pacientes obtienen cobertura sanitaria de un amplio número de especialidades. Estas instalaciones pueden disponer de quirófanos de última generación donde se realicen intervenciones mínimamente invasivas, y zonas de hospitalización, donde los pacientes puedan recuperarse de su tratamiento o intervención con internamiento hospitalario. En las grandes ciudades, existen numerosas clínicas, ya que son normalmente las instalaciones que utilizan los funcionarios cuya asistencia sanitaria la cubren sociedades médicas tipo ASISA, ADESLAS, etc.
La Ley 14/1986 General de Sanidad establece que el nivel de asistencia especializada, a realizar en los hospitales y centros de especialidades dependientes funcionalmente de aquellos se prestará la atención de mayor complejidad a los problemas de salud. Los centros hospitalarios desarrollarán, además de las tareas estrictamente asistenciales, funciones de promoción de salud, prevención de las enfermedades e investigación y docencia, de acuerdo con los programas de cada área de salud, con objeto de complementar sus actividades con las desarrolladas por la red de atención primaria.
Camas instaladas
Se consideran camas instaladas aquellas que constituyen la dotación fija del hospital y que están en disposición de ser usadas, aunque algunas de ellas puedan, por diversas razones, no estar en servicio en esa fecha.
Finalidad asistencial
Por finalidad del centro se entiende aquella actividad asistencial a la que dedique la mayor parte de sus recursos, tanto humanos como de equipamiento. Atendiendo a su finalidad asistencial, los hospitales se clasifican en:
| - General - Quirúrgico - Maternal - Infantil - Materno-infantil - Psiquiátrico - Enfermedades del tórax - Oncológico | - Oftálmico - Traumatológico y Rehabilitación - Rehabilitación psicofísica - Médico-quirúrgico - Geriatría y Larga estancia - Otros monográficos - Leprológico o dermatológico - Otra finalidad |

Se considera como hospital general, aquel destinado a la atención de pacientes afectos de patología variada y que atiende las áreas de medicina, cirugía, obstetricia y ginecología y pediatría aunque puede faltar alguna de ellas.
Conciertos sanitarios
Los conciertos sanitarios son los suscritos entre la administración sanitaria y las entidades privadas titulares de centros o servicios sanitarios. Se regularán por lo dispuesto en la Ley General de Sanidad, siéndoles de aplicación lo previsto en la normativa vigente de contratación administrativa. Hay algunos casos particulares en los que la relación entre el hospital y la Entidad Gestora se rige por Convenio de Vinculación o por Convenio Singular. En el caso de Cataluña también se reflejan en este apartado los centros integrados en la Red de Hospitales de Utilización Pública (XHUP) que aparecen reseñados en el Anexo del Decreto 124/2008 del Departamento de Salud de la Generalidad de Cataluña.
Dependencia patrimonial
La dependencia patrimonial se refiere a la persona física o jurídica propietaria, al menos, del inmueble ocupado por el centro sanitario. Los hospitales que aparecen bajo la dependencia de Seguridad Social pertenecen a la Tesorería General de la Seguridad Social. Existe un grupo especial para las Mutuas de Accidentes de Trabajo y Enfermedades Profesionales de la Seguridad Social, aun cuando en la mayor parte de los casos ha concluido su adscripción a la Tesorería General de la Seguridad Social. También hay algunos casos en los que la propiedad es compartida por varios organismos públicos, como es el caso de algunos Complejos y Consorcios, en cuyo caso aparecen como Entidades Públicas.
Censo estatal de hospitales según dependencia patrimonial
El Catálogo Nacional de Hospitales 2009, actualizado a 31 de diciembre de 2008, establece la ordenación patrimonial de los hospitales. El SNS contaban con 301 hospitales y ocho hospitales del Ministerio de Defensa. Existen otros 22 hospitales patrimonio de las Mutuas de Accidentes de Trabajo y Enfermedades Profesionales (MATEP) y otros 469 en el ámbito de la sanidad privada, en los cuales el 40 % de las altas hospitalarias corresponden a pacientes cuya asistencia ha sido concertada y financiada por el SNS.
| Dependencia Patrimonial | Número de centros | Número de camas |
| ----------------------- | ----------------- | --------------- |
| Públicos civiles        | 301               | 103.655         |
| Ministerio de Defensa   | 8                 | 1.458           |
| MATEP                   | 22                | 1.741           |
| Privados benéficos      | 120               | 19.980          |
| Privados no benéficos   | 349               | 33.458          |
| TOTAL                   | 804               | 160.292         |

NOTA: Los complejos hospitalarios se contabilizan como un solo hospital.
Censo de hospitales según su actividad
Según el Catálogo de hospitales de 2008, España contaba con 131 310 camas en hospitales dedicados a la atención de patologías agudas, de las cuales el 72,1 % están gestionadas por el Sistema Nacional de Salud.
| Tipo de atención | Número de hospitales | Número de camas | Camas por 100.000 hab. | % de camas públicas |
| ---------------- | -------------------- | --------------- | ---------------------- | ------------------- |
| Agudos           | 591                  | 131.510         | 290,5                  | 72,1%               |
| Psiquiátricos    | 90                   | 16.028          | 35,5                   | 37,5%               |
| Geriátricos      | 119                  | 12.945          | 28,7                   | 34,2%               |

### Recursos de alta tecnología

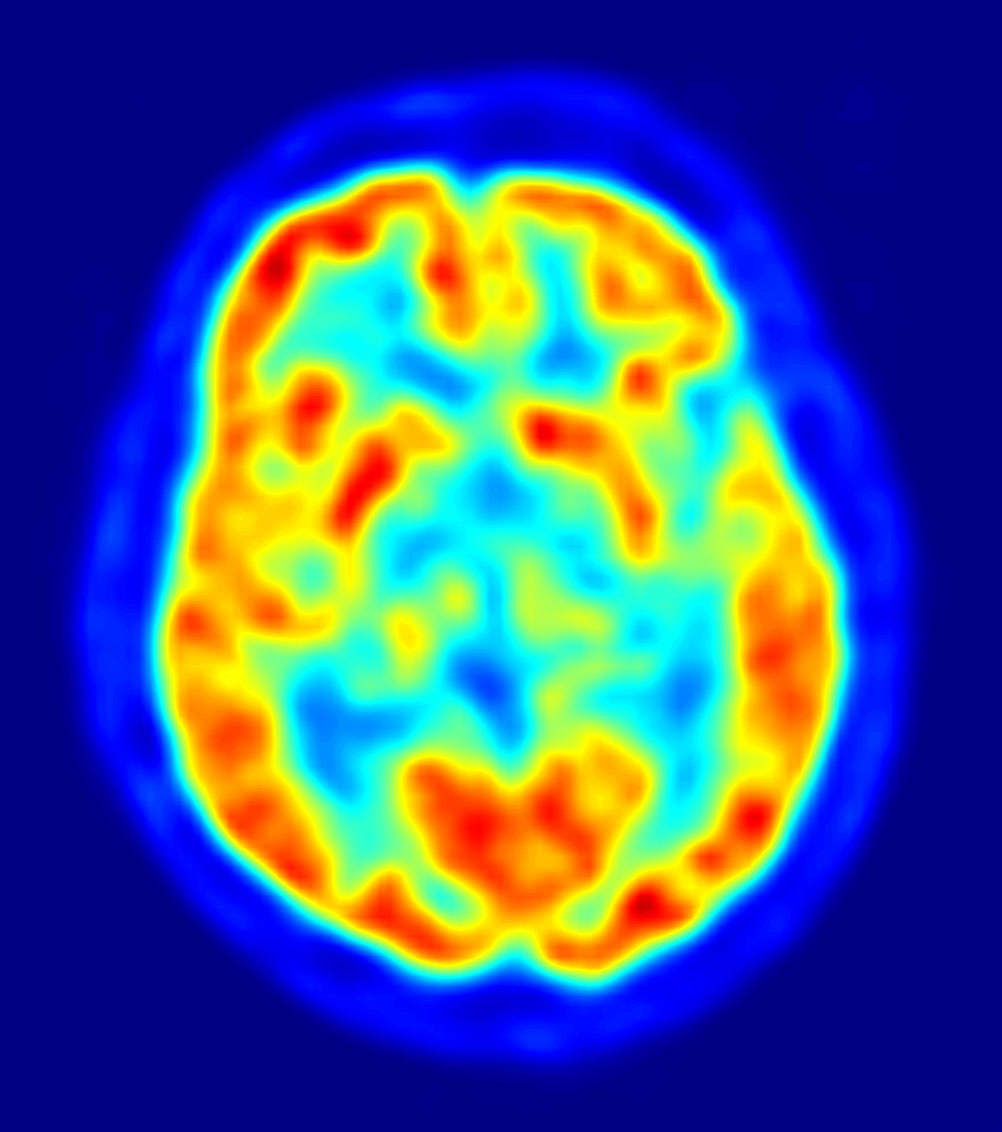
Tomografía por emisión de positrones (PET) cerebral típica

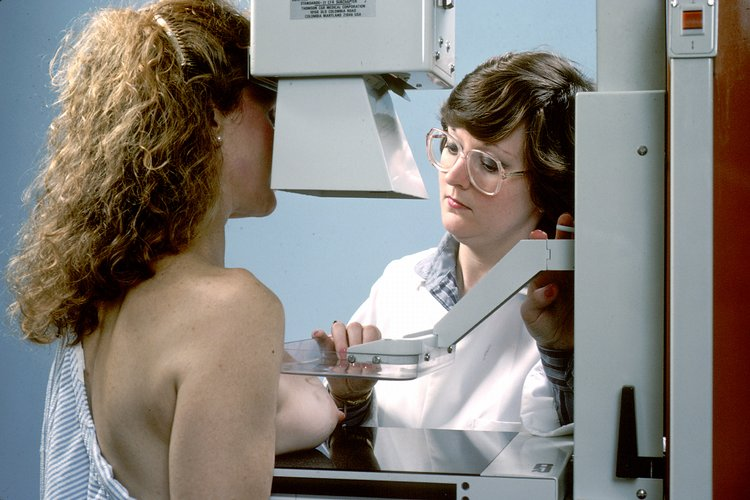
Realizando una mamografía

En los centros sanitarios, principalmente hospitales y centros de especialidades están dotados de equipos de alta tecnología utilizados principalmente para poder diagnosticar mejor la enfermedad que pueda tener un paciente.  Según el Catálogo Nacional de Hospitales de 2008, se disponía en todo el territorio del siguiente equipamiento tecnológico.
| Tipo de equipamiento                                     | Total | Tasa por millón de habitantes |
| Tomografía Axial Computerizada (TAC)                     | 654   | 14,4                          |
| Resonancia magnética (RM)                                | 417   | 9,2                           |
| Gammacámara (GAM)                                        | 232   | 5,1                           |
| Sala de Hemodinámica (HEM)                               | 220   | 4,9                           |
| Tomografía computarizada de emisión monofotónica (SPECT) | 46    | 1,0                           |
| Angiografía por sustracción digital (ASD)                | 194   | 4,3                           |
| Litotricia extracorpórea por ondas de choque (LIT)       | 91    | 2,0                           |
| Bomba de cobalto (BCO)                                   | 40    | 0,9                           |
| Acelerador de partículas (ALI)                           | 160   | 3,5                           |
| Tomografía por emisión de positrones (PET)               | 32    | 0,7                           |
| Mamógrafos (MAMOS)                                       | 481   | 10,6                          |
| Densitómetros óseos (DO)                                 | 165   | 3,6                           |
| Equipos de Hemodiálisis (DIAL)                           | 3.225 | 71,2                          |

## Ordenación de prestaciones

### Catálogo de prestaciones
El artículo 7 de la Ley de cohesión y calidad del Sistema Nacional de Salud, establece el catálogo de prestaciones del Sistema Nacional de Salud que tiene por objeto garantizar las condiciones básicas y comunes para una atención integral, continuada y en el nivel adecuado de atención. Se consideran prestaciones de atención sanitaria los servicios preventivos, diagnósticos, terapéuticos, rehabilitadores y de promoción y mantenimiento de la salud dirigidos a los ciudadanos.

#### Salud Pública
El artículo 11 de la Ley establece cuáles serán las líneas básicas de las prestaciones de salud pública.
- La prestación de salud pública es el conjunto de iniciativas organizadas por las Administraciones públicas para preservar, proteger y promover la salud de la población. Es una combinación de ciencias, habilidades y actitudes dirigidas al mantenimiento y mejora de la salud de todas las personas a través de acciones colectivas o sociales.

- Las prestaciones en este ámbito comprenderán las siguientes actuaciones: Información y vigilancia epidemiológica. Protección de la salud. Promoción de la salud. Vigilancia y control de los posibles riesgos para la salud derivados de la importación, exportación o tránsito de mercancías y del tráfico internacional de viajeros. Promoción y protección de la sanidad ambiental. Promoción y protección de la salud laboral.

- Las prestaciones de salud pública se ejercerán con un carácter de integralidad, a partir de las estructuras de salud pública de las Administraciones y de la infraestructura de atención primaria del Sistema Nacional de Salud.

#### Prestaciones de atención primaria

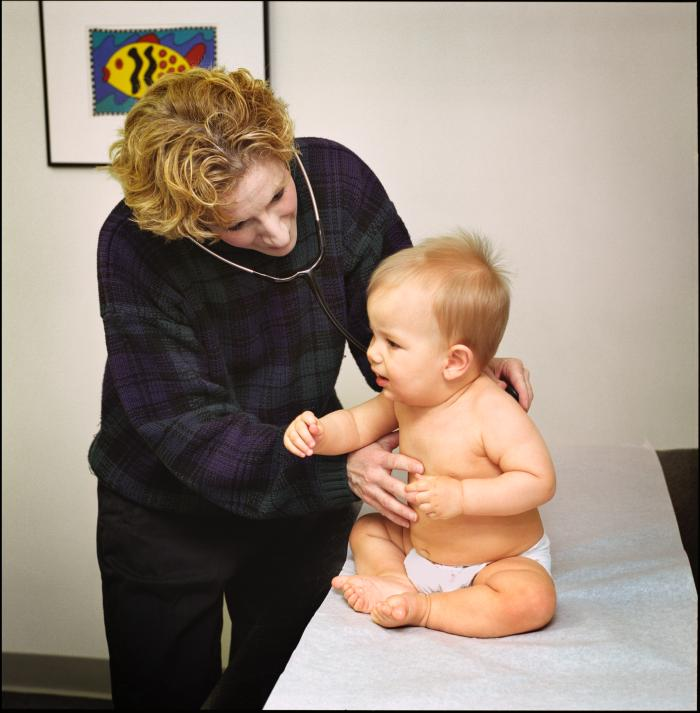
Reconocimiento pediátrico a un bebé en un centro de atención primaria

En este nivel asistencial se concentra la mayor parte de actividades de promoción de la salud, educación sanitaria, prevención de la enfermedad, asistencia sanitaria, mantenimiento y recuperación de la salud, rehabilitación y trabajo social.
El siguiente catálogo muestra las actividades preventivas,  promoción y educación para la salud, la atención familiar y la atención comunitaria que se realizan en los centros de atención primaria.
- Inculcar a los adolescentes hábitos saludables de vida sobre el uso de tabaco, alcohol y drogas así como los trastornos de conductas alimentarias nocivas y de conductas saludables en relación con la sexualidad.
- Orientación a las mujeres, durante el embarazo y puerperal, diagnóstico precoz de cáncer ginecológico y de mama, detección y atención en los problemas del climaterio. Planificación familiar.
- Seguimiento pediátrico de la infancia, detectando los problemas de salud, nutrición, consejos generales sobre el desarrollo del niño, educación sanitaria y prevención de accidentes infantiles. Vacunaciones
- Atención a los adultos que formen parte de grupos de riesgos y grupos de riesgo o sean pacientes crónicos. Consejos sobre estilos de vida saludable y detección de los problemas de salud que se les presenten.
- Seguimiento geriátrico de las personas mayores: promoción y prevención de la salud. Atención domiciliaria a personas inmovilizadas.
- Detección de la violencia de género y malos tratos sobre menores, ancianos y personas con discapacidad.
- Atención a la salud bucodental: actividades asistenciales, diagnósticas y terapéuticas, promoción de la salud, educación sanitaria y preventiva.
- Atención al paciente terminal: atención integral, individual y continuada que se presta en el domicilio del paciente o en el centro sanitario.
- Atención a la salud mental: prevención y promoción para el mantenimiento de la salud mental, en coordinación con el nivel especializado.

#### Prestación especializada

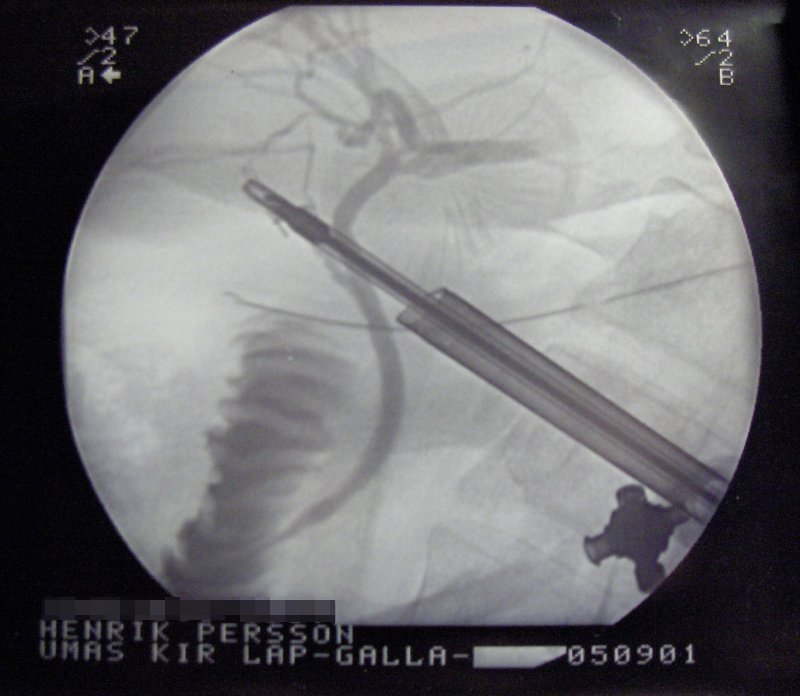
Laparoscopia prueba diagnóstica de atención especializada.

La atención especializada se presta en función de las características del paciente y su proceso, en consultas externas, en hospital de día y en régimen de internamiento hospitalario.
Comprende los servicios de: cuidados intensivos, anestesia y reanimación, hemoterapia, rehabilitación, nutrición y dietética, seguimiento del embarazo, planificación familiar y reproducción humana asistida.
Así mismo proporciona la indicación, prescripción y realización de procedimientos diagnósticos y terapéuticos, especialmente los relacionados con:
- Diagnóstico prenatal en grupos de riesgo. Diagnóstico por imagen. Radiología intervencionista. Hemodinámica. Medicina Nuclear. Neurofisiología. Endoscopias. Pruebas funcionales y de laboratorio. Biopsias y punciones. Radioterapia. Radiocirugía. Litotricia renal. Diálisis. Técnicas de terapia respiratoria. Trasplantes de órganos, tejidos y células de origen humano.

#### Atención de urgencia

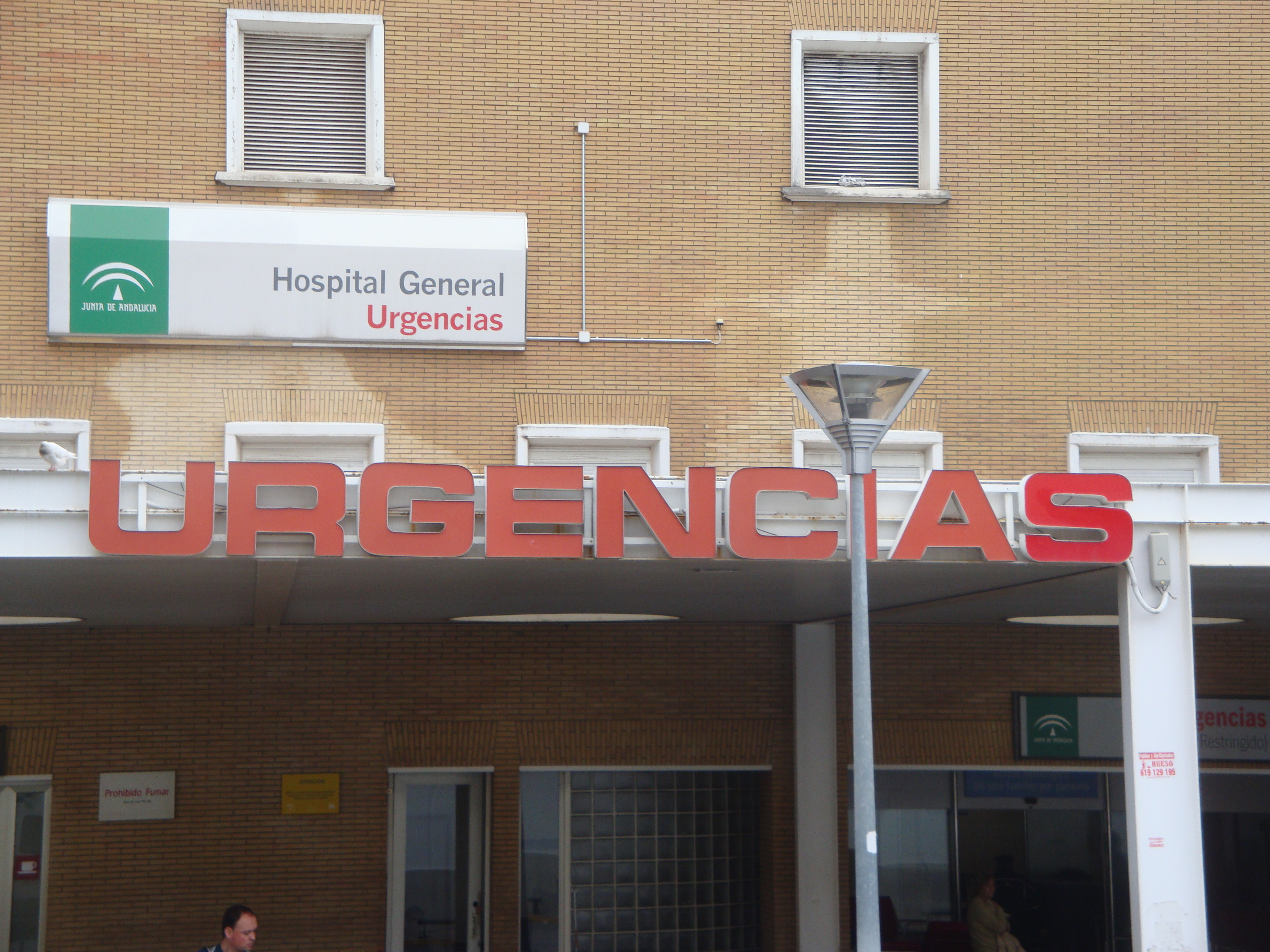
Dependencias para urgencias del hospital Virgen del Rocío. Sevilla

Urgencia médica es aquella prestación sanitaria que se dispensa en aquellos casos en que sea necesario atender al paciente de forma inmediata. Se realizan tanto en los centros sanitarios como fuera de ellos, si se trata de un accidente laboral o de tráfico se presta en lugar del suceso, también puede prestarse en el domicilio del paciente si la enfermedad surge de forma repentina y es de carácter grave que impida al paciente trasladarse por sus medios a un centro sanitario próximo.  La urgencia médica se presta durante las 24 horas del día tanto por parte de médicos de atención primaria como de urgencia hospitalaria. Para atender las urgencias graves se utilizan equipos móviles que se desplazan en ambulancias o helicópteros y puedan proceder a los enfermos a los centros hospitalarios adecuados.

### Cartera de servicios
La cartera de servicios del Sistema Nacional de Salud se dividen en: 
- Común del Sistema Nacional de Salud es el conjunto de técnicas, tecnologías o procedimientos, entendiendo por tales cada uno de los métodos, actividades y recursos basados en el conocimiento y experimentación científica, mediante los que se hacen efectivas las prestaciones sanitarias

a) Básica de servicios asistenciales.
b) Suplementaria.
c) De servicios accesorios.
- Complementaria de las comunidades autónomas, mediante la que las comunidades autónomas podrán incorporar en sus carteras de servicios una técnica, tecnología o procedimiento no contemplado en la cartera común de servicios del Sistema Nacional de Salud, para lo cual establecerán los recursos adicionales necesarios.

#### Cartera común básica
La cartera común básica de servicios asistenciales del Sistema Nacional de Salud comprende todas las actividades asistenciales de prevención, diagnóstico, tratamiento y rehabilitación que se realicen en centros sanitarios o sociosanitarios, así como el transporte sanitario urgente, cubiertos de forma completa por financiación pública. 
La prestación de estos servicios se hará de forma que se garantice la continuidad asistencial, bajo un enfoque multidisciplinar, centrado en el paciente, garantizando la máxima calidad y seguridad en su prestación, así como las condiciones de accesibilidad y equidad para toda la población cubierta.

#### Cartera común suplementaria
La cartera común suplementaria del Sistema Nacional de Salud incluye todas aquellas prestaciones cuya provisión se realiza mediante dispensación ambulatoria y están sujetas a aportación del usuario. Esta cartera común suplementaria del Sistema Nacional de Salud incluirá las siguientes prestaciones:
- Prestación farmacéutica
- Prestación ortoprotésica
- Prestación con productos dietéticos
- Transporte sanitario no urgente, sujeto a prescripción facultativa, por razones clínicas y con un nivel de aportación del usuario acorde al determinado para la prestación farmacéutica.

El porcentaje de aportación del usuario se regirá por las mismas normas que regulan la prestación farmacéutica, tomando como base de cálculo para ello el precio final del producto y sin que se aplique el mismo límite de cuantía a esta aportación

##### Prestación farmacéutica
La regulación de los medicamentos en España se atiene a lo dispuestos en la Ley de garantías y uso racional de los medicamentos y productos sanitarios.

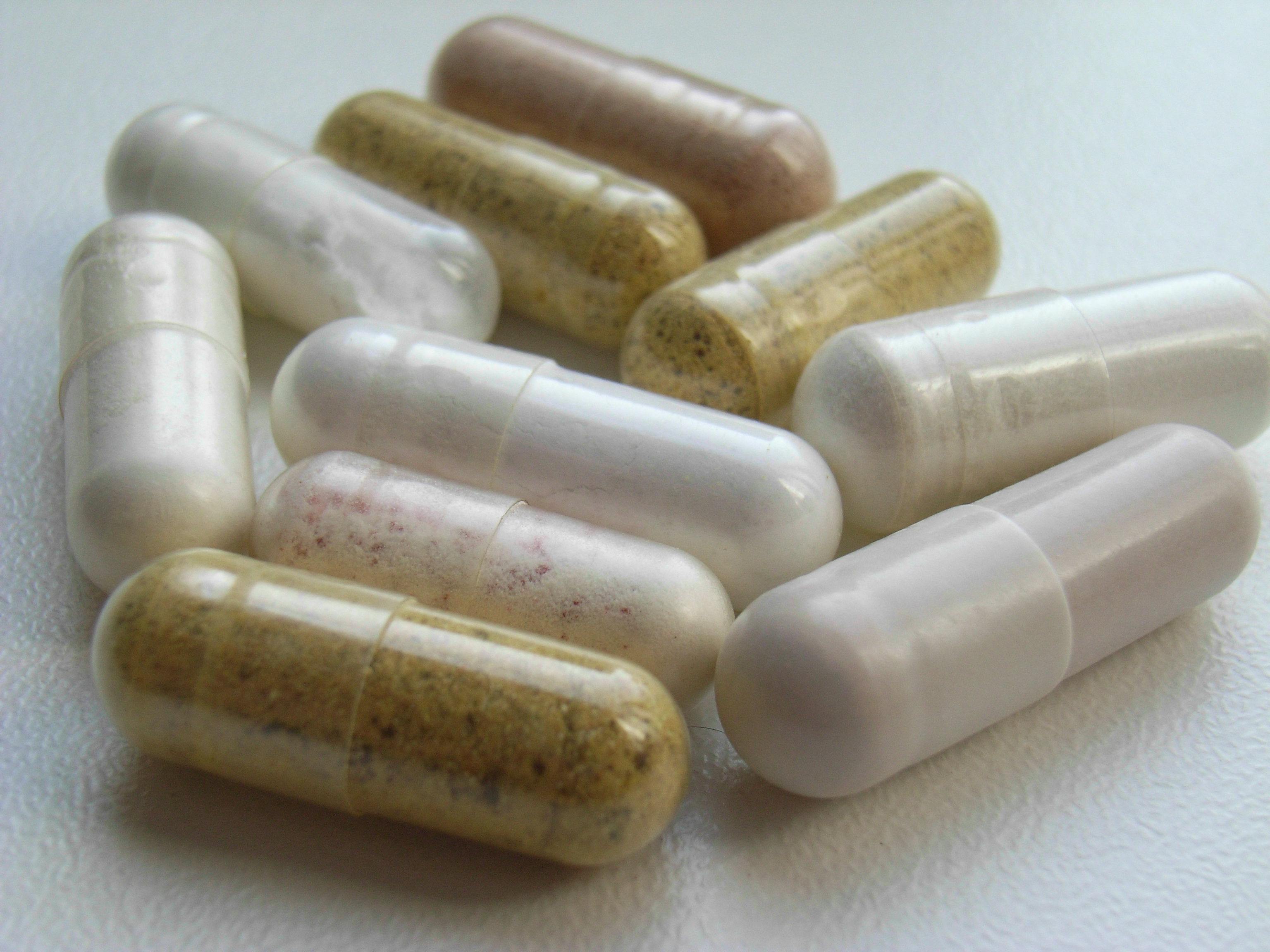
Medicamento en forma de cápsulas

Una de las prioridades de la prestación farmacéutica que ofrece el Sistema Nacional de Salud, consiste en inculcar a los pacientes que hagan un uso racional de los medicamentos y que eviten en lo posible la automedicación.
La prestación farmacéutica comprende los medicamentos y productos sanitarios que se facilitan a los pacientes de acuerdo a sus necesidades clínicas, en las dosis precisas y durante el período adecuado procurando que sea al menor coste posible. Los medicamentos se expiden en las oficinas de farmacia al frente de las cuales hay un licenciado en farmacia.
Todos los medicamentos que se prescriben a los pacientes tienen que haber sido autorizados y registrados por la Agencia Española de Medicamentos y Productos Sanitarios, o ser fórmulas magistrales preparadas por farmacéuticos licenciados, excluyendo los productos de utilización cosmética, dietéticos,  dentífricos y otros productos sanitarios, así como los medicamentos calificados como publicitarios, los medicamentos homeopáticos, y los artículos y accesorios de los que se realice publicidad dirigida al público general y que se pagan en su totalidad por el público que los adquiere.
La prestación farmacéutica, está cofinanciada por los usuarios. La distribución de la financiación de los medicamentos en el SNS es la siguiente:

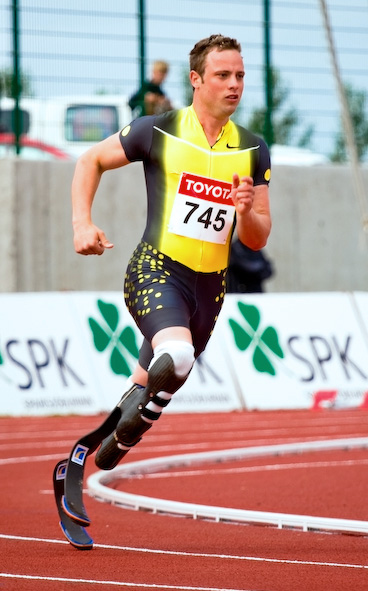
El atleta Oscar Pistorius, con piernas ortopédicas

- Farmacia hospitalaria: Los medicamentos dispensados en el ámbito hospitalario son gratis para los pacientes.
- Recetas médicas: La financiación de los medicamentos prescritos con receta médica y dispensados a los pacientes no hospitalizados tienen la siguiente financiación:

- Pensionistas y sus beneficiarios como norma general su aportación es del 10 % del precio del medicamento, con topes de aportación máximos mensuales dependiendo de sus rentas anuales, existiendo determinados colectivos exentos de aportación. Los pensionistas que hayan sido funcionarios públicos y estén protegidos por MUFACE aportan el 30 %.
- Los no pensionistas tienen aportaciones que van desde el 40 % al 60 % del precio del medicamento recetado, en función de sus rentas anuales. Los funcionarios en activo protegidos por MUFACE aportan el 30 %
- Colectivos afectados por síndrome tóxico tienen los medicamentos recetados gratis.
- Las personas con tratamientos crónicos y pacientes con sida pagan el 10 % con un máximo de 2,64 euros por receta.

##### Prestaciones ortoprotésica
Las prestación ortoprotésica que se prestan a los pacientes pueden ser prótesis quirúrgicas fijas, prótesis externas, vehículos para inválidos, ortesis y prótesis especiales que incluyen audífonos y moldes de audífonos para niños hasta los 16 años afectados de hipocausia bilateral.

##### Prestación con productos dietéticos
Las prestaciones complementarias son aquellas que suponen un elemento adicional y necesario para la consecución de una asistencia completa y adecuada, como por ejemplo tratamientos dietoterápicos complejos.

##### Transporte no urgente de enfermos

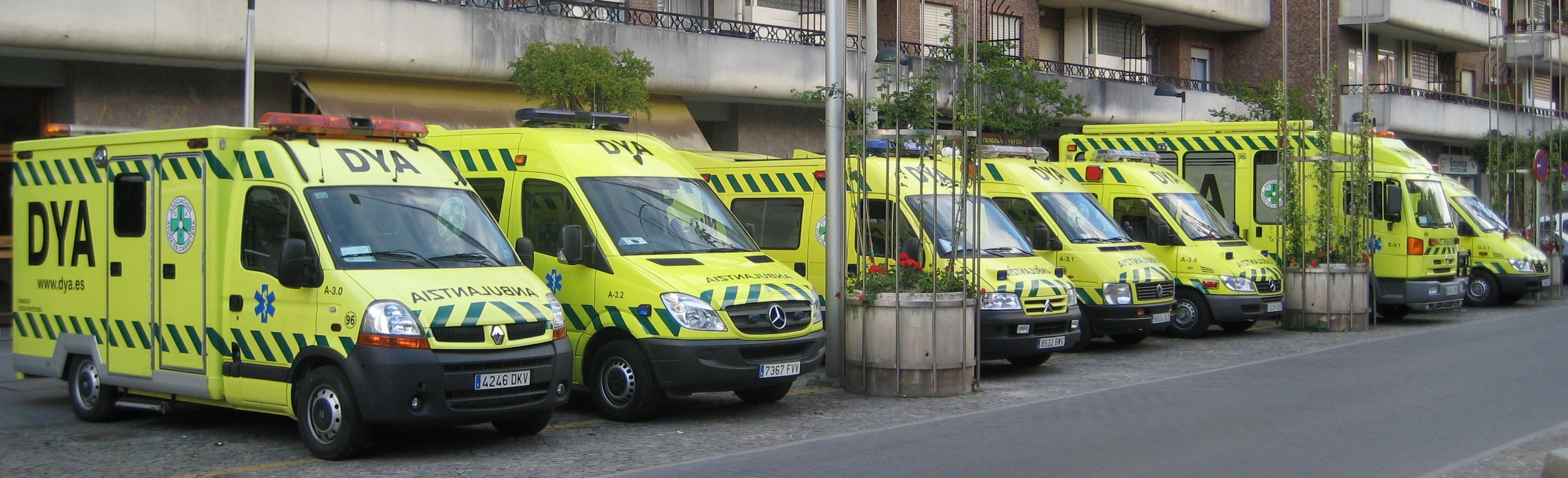
Ambulancias DYA de servicio en el País Vasco

Transporte sanitario se refiere a la infraestructura que se sutiliza para el desplazamiento de personas enfermas, accidentadas o por otra razón sanitaria mediante ambulancias, helicópteros o aviones especialmente acondicionados al efecto. Las ambulancias con diferente grado de equipamiento es el tipo de vehículos más utilizado para el transporte de enfermos. Los helicópteros también son muy utilizados cuando los enfermos o heridos están muy graves y están alejados de algún hospital especializado.

#### Cartera común de servicios accesorios
La cartera común de servicios accesorios del Sistema Nacional de Salud incluye todas aquellas actividades, servicios o técnicas, sin carácter de prestación, que no se consideran esenciales o que son coadyuvantes o de apoyo para la mejora de una patología de carácter crónico, estando sujetas a aportación o reembolso por parte del usuario.
La aportación del usuario o, en su caso, el reembolso, se regirá por las mismas normas que regulan la prestación farmacéutica, tomando como referencia el precio final de facturación que se decida para el Sistema Nacional de Salud.

#### Cartera de servicios complementaria de las comunidades autónomas
Las comunidades autónomas podrán incorporar en sus carteras de servicios una técnica, tecnología o procedimiento no contemplado en la cartera común de servicios del Sistema Nacional de Salud, para lo cual establecerán los recursos adicionales necesarios.

## Demografía de España
Según datos del INE España cuenta a 1 de enero de 2009 con una población de 46 754 807 habitantes de los cuales 23 116 988 son hombres que representan el 49,44 % y 23 628 919 son mujeres que representan el 50,56 %. La población de España ha ido aumentando progresivamente y de forma moderada año tras año. En la última década el aumento ha sido mayor por la llegada masiva de inmigrantes que se ha producido, cuyo censo de extranjeros en 2008 asciende a 5 268 762 procedentes de todos los países del mundo.
A los efectos de prestaciones sanitarias, al censo oficial del padrón, habría que añadir los miles de inmigrantes no legalizados que hay en todo el país, más las prestaciones sanitarias que accidentalmente se pueden prestar a los millones de turistas que visitan España y que puedan necesitar en algún momento algún tipo de prestación.
Pirámide de población
Del análisis de la pirámide de población se deduce lo siguiente:
- La población menor de 20 años es el 19 % de la población total.
- La población comprendida entre 20-40 años es el 32 %
- La población comprendida entre 40-60 años es el 28 %
- La población mayor de 60 años es el 21 %

Esta estructura de la población es típica en el régimen demográfico moderno, con una evolución hacia un envejecimiento de la población y una disminución de la natalidad anual.
A efectos sanitarios, se prevé un aumento progresivo en la utilización de los recursos sanitarios dado que es en las etapas superiores de la vida es cuando más uso se hace de los servicios sanitarios. Y no es tanto por el aumento de la edad media de vida sino porque son cada vez más las personas que llegan a edades avanzadas.
| Evolución demográfica de España entre 1920 y 2009                        |
| ------------------------------------------------------------------------ |
|                                                                          |
| Gráfica elaborada por: Wikipedia sobre la base de los datos del INE-2009 |

## Reconocimientos
En 2020 el Foro Económico Mundial da a España el título de mejor sanidad del mundo, siendo además el tercer país en esperanza de vida.

## Privatización de la sanidad
Con la aprobación en 1997 de la Ley 15/1997 de nuevas formas de gestión de los centros sanitarios se abrió en España la puerta a la construcción de nuevos hospitales públicos de gestión privada pagados con fondos públicos y a la privatización de la gestión de la asistencia sanitaria o de servicios no asistenciales, dependiendo de cada caso.
Así, en 1999 el Hospital de Alcira fue el primer hospital público español en el que se privatizó su gestión, y por tanto, el personal sanitario.
Así mismo, diversas comunidades gobernadas por el Partido Popular llevaron a cabo iniciativas de construcción de hospitales públicos de gestión privada bajo la fórmula legal de las fundaciones sanitarias de la que es exponente el Hospital de Calahorra (La Rioja).
El 1 de noviembre de 2012 Ignacio González, presidente de la Comunidad de Madrid, anunció durante la presentación del Proyecto de Presupuestos de 2013 la privatización de la gestión de seis hospitales de la comunidad y del 10 % de los centros de atención primaria de la región, incluido el personal sanitario.
Esta medida ha afectado principalmente al Hospital de La Princesa, donde se han producido diversas manifestaciones.
En España la sanidad privada es defendida por determinados grupos de presión, representantes de compañías aseguradoras y grupos hospitalarios. Entre ellos está la Fundación Idis, dirigida por Juan Abarca Cidón,que estuvo muy presente durante la pandemia Covid-19 para lograr diversos contratos con el sistema sanitario autonómico.

### Suspensión del proceso en Madrid
El 27 de enero de 2014 el entonces presidente de la Comunidad de Madrid, Ignacio González, anunció que se suspendía el proyecto de privatización de la gestión de seis hospitales públicos, tras la decisión del Tribunal Superior de Justicia de la Comunidad de Madrid de paralizar el proceso. A continuación dijo que había aceptado la dimisión del consejero de Sanidad Javier Fernández-Lasquetty, principal responsable del proyecto —que había encontrado una fuerte oposición entre el personal sanitario y los usuarios de la sanidad pública madrileña en la llamada marea blanca—. Sin embargo, los hospitales creados previamente con este tipo de fórmulas no revirtieron a la gestión pública pura. Es de destacar que la reversión de servicios privatizados a la gestión pública presenta grandes problemas jurídicos, en particular en la gestión del personal, como comprobó el Gobierno Valenciano al recuperar la gestión del Hospital de Alcira.